# Lee Harvey Oswald
Lee Harvey Oswald, né le 18 octobre 1939 à La Nouvelle-Orléans et mort assassiné le 24 novembre 1963 à Dallas, est le principal suspect de l'assassinat du président américain John Fitzgerald Kennedy et du meurtre du policier J. D. Tippit, conformément aux conclusions rendues par deux enquêtes gouvernementales. Cependant, aucun procès, ni même le début d'une instruction judiciaire n'ont pu avoir lieu puisqu'il a été abattu par Jack Ruby moins de 48 heures après son arrestation.

## Biographie

### Jeunesse et entrée dans les Marines
Né à La Nouvelle-Orléans en Louisiane, il connaît une enfance difficile[Interprétation personnelle ?]. Son père, Robert Lee Oswald, meurt d'une crise cardiaque deux mois avant sa naissance. Sa mère, Marguerite Claverie Oswald, qui doit l'élever seule ainsi que son frère Robert, et son demi-frère, John Pic, est une mère protectrice et dominatrice[réf. souhaitée]. La famille a une vie assez instable[C'est-à-dire ?]. Avant qu'il ait 18 ans, Lee a connu 22 domiciles et 12 écoles, généralement à La Nouvelle-Orléans et à Dallas.
Taciturne et solitaire, Oswald se montre capable de violence. Alors qu'Oswald et sa mère vivent à New York, au début de 1953, ses problèmes scolaires et caractériels entrainent une évaluation psychiatrique sur ordre de l'administration, qui fut assez préoccupante pour entrainer sa mise sous probation par un juge de la jeunesse. L'évaluation a lieu au cours d'un bref séjour dans une maison de correction de New York. Un psychologue conclut que Lee est intelligent, mais montre d'importants déficits relationnels et émotionnels.
D'après la commission Warren, une travailleuse sociale confirme ce retrait de Lee par rapport aux autres, notant que Lee semble avoir des désirs de puissance et de violence, et identifie la source de ses problèmes dans ses rapports avec sa mère. Enfin, le psychiatre du centre[Qui ?], tout en confirmant les observations de ses collègues, diagnostique chez le jeune Oswald des troubles de la personnalité avec tendance schizoïde et passive-agressive. La situation ne s'arrange pas vraiment et le juge de la jeunesse qui suit Lee envisage son placement, mais, avant qu'une décision quelconque ne soit prise, Marguerite quitte New York début 1954 et emménage à La Nouvelle-Orléans.
Oswald fréquente l'école de manière irrégulière et n'obtient jamais son diplôme du secondaire. Oswald a toujours une mauvaise orthographe et ses erreurs semblent montrer qu'il souffrait de dyslexie. Malgré ces problèmes, il est un lecteur avide et a toujours pensé qu'il était plus intelligent que les gens qui l'entouraient. À partir de ses 15 ans, selon ses propres déclarations présentées par la commission Warren, Oswald s'intéresse au marxisme à la suite de l'affaire des époux Rosenberg, qui voit l'exécution d'un couple communiste pour fait d'espionnage au profit de l'Union soviétique.
Peu après, à La Nouvelle-Orléans, il achète Le Capital et le Manifeste du parti communiste. En octobre 1956, d'après la commission Warren, Lee Harvey Oswald écrit au président du Parti socialiste d'Amérique une lettre où il se déclare marxiste et affirme étudier les principes marxistes depuis quinze mois. Sa mère, Marguerite Oswald, fera remarquer durant son témoignage devant la commission Warren que les ouvrages lus par son fils étaient disponibles dans les bibliothèques publiques.

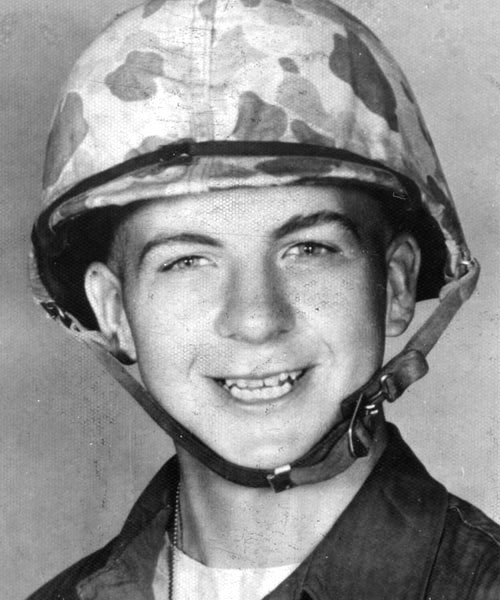
Lee Harvey Oswald dans le corps des Marines.

En parallèle, alors même qu'il lit toute la littérature marxiste qu'il peut trouver, Oswald prépare son entrée dans les Marines en apprenant par cœur le manuel des Marines de son frère aîné, Robert, qui est Marine. Oswald adore ce frère dont il porte fièrement la bague du Corps et rêve depuis longtemps de l'imiter en le suivant dans la carrière. Oswald réalise son rêve d'enfance et s'engage dans les Marines une semaine après son dix-septième anniversaire, le 26 octobre 1956.

### Entraînement militaire
Le 26 octobre 1956, il intègre le corps des Marines à la base de San Diego en Californie.
Il suit les entraînements de base sans difficulté bien que ses résultats aux tirs sur fusil M-1, qu'il ne réussit pas la première fois, soient inférieurs aux standards de ses instructeurs. Il reçoit à ce sujet le surnom disgracieux de Shitbird,.
Oswald semble cependant avoir été un bon soldat, en tout cas au début de sa carrière, et ses résultats aux tests de tir, par exemple, sont très satisfaisants. Testé une seconde fois, il parvient au stade de sharpshooter, tireur d'élite, de deux points, puis, la troisième fois, il atteint le stade de Marksman, ou bon tireur, le niveau le plus faible dans l'échelle de capacité de tir des marines. En fait, selon les standards du Corps de Marines, Oswald était un assez bon tireur.
Après les entraînements de base, d'octobre 1956 à mars 1957, Oswald suit un entraînement spécifique de contrôleur radar destiné à la composante aérienne des Marines en intégrant le Naval Air Technical Training Center situé à Jacksonville en Floride. Cette formation est réservée aux soldats dont les compétences intellectuelles sont supérieures à la moyenne et accessibles avec le niveau de sécurité "confidentiel".
Le 3 mai 1957, il devient soldat de première classe et reçoit l'accréditation de sécurité minimale, « confidentiel », et est transféré à la base de Kesler de l'US Air Force dans le Mississippi où il suit un entraînement complémentaire d'opérateur radar. Il finit 7e au classement sur une promotion de 50 personnes et obtient la qualification de Military Occupationnal Speciality ou MOS en opérateur en électronique d'aviation.
En juillet 1957, il est transféré à la base d'El Toro (Californie) au Marine Corps Air Station.
Le 22 août 1957, il monte à bord de l'USS Bexar, direction la base militaire d'Atsugi, située à 40 kilomètres à l'ouest de Tokyo, au Japon. Cette base est le point d'opération de la First Marine Aircraft Wing, et le Joint Technical Advisory Groupe en occupe une partie. En réalité, elle est la principale base de la CIA en Asie. Elle est utilisée pour les vols de l'avion espion Lockheed U-2 au-dessus de l'Union soviétique alors en pleine Guerre Froide avec les États-Unis et dont le potentiel militaire reste mal connu malgré l'opération Wringer. L'objectif de l'appareil est de photographier les sites militaires ou industriels chinois et soviétiques.
Lee Harvey Oswald est rattaché au Marine Air Control Squadron no 1 où sa mission de contrôleur radar s'attache à vérifier la non-pénétration de l'espace aérien des Alliés par des appareils chinois ou soviétiques.
C'est durant cette période que son unité est informée de l'existence d'un appareil allié nommé Race Car (voiture de course) en captant sur la radio une demande d'informations météo pour l'altitude de 90 000 pieds (soit 27 400 mètres), sachant que le record d'altitude officiel connu en 1957 était alors de 66 000 pieds (soit 20 100 mètres) et que l'antenne du radar avait une portée de 45 000 pieds (soit 13 000 mètres). Sollicités, leurs officiers leur répondent qu'il s'agit d'un avion utilitaire, dont la silhouette singulière en raison de ses très longues ailes faites pour le vol stratosphérique, a été aperçue manœuvrant sur la base au décollage et dans les hangars.
Quoique Oswald ne soit pas impliqué dans ces opérations secrètes, certains auteurs ont spéculé qu'il aurait pu commencer là une carrière d'espion.
Il commence à fréquenter les milieux communistes japonais grâce à la connaissance d'une entraîneuse dans une des boîtes de nuit les plus chères de la capitale japonaise, le Queen Bee, fréquentée principalement par les officiers pilotes de l'avion espion U2 qui profitent des charmes des entraîneuses, lesquelles tentent en retour de leur soutirer des informations. Une soirée coûte l'équivalent de 100 dollars de l'époque. La solde mensuelle de Lee Harvey Oswald atteint alors les 85 dollars qu'il utilise principalement pour aider sa mère, Marguerite, restée aux États-Unis. À ce sujet, le chercheur Mark Lane en interviewant l'ancien Marine, David Bucknell qui a fréquenté Lee Harvey Oswald durant l'année 1959 à côté de Santa Ana en Californie, où ils étaient stationnés, a apporté un élément éclairant. Abordés ensemble par deux femmes engageantes, Oswald lui a alors relaté un incident similaire où, au Japon, il fut abordé par une élégante jeune femme qui lui posa des questions sur son travail à la base d'Atsugi. Lee en fit part à ses supérieurs qui arrangèrent une réunion avec un homme habillé en civil qui lui indiqua qu'il rendrait de grands services à son pays, s'il acceptait de transmettre de fausses informations à cette personne, qui était en réalité un agent du KGB, le principal service secret de renseignement soviétique. Il est invité à continuer à fréquenter cette personne et reçoit des fonds pour fréquenter le Queen Bee. En appui de ce fait, l'ancien agent de la CIA, James Wilcott a témoigné sous serment devant le HSCA (1976-1979) que Lee Harvey Oswald était agent de la centrale de renseignements au Japon.
Oswald lit également la presse publiée en russe sans qu'il soit possible de déterminer comment il a appris cette langue. D'après l'historien Thierry Lentz, il n'a pu cependant le faire sans l'aval des autorités militaires car cette compétence aurait pu lui valoir des difficultés en pleine période de Guerre froide dans une armée américaine se préparant au conflit avec l'Armée rouge. Le conseiller général de la commission Warren, J. Lee Rankin, a indiqué aux membres de la Commission pendant l'enquête, en janvier 1964 à partir de son dossier militaire, que Lee Harvey Oswald avait bénéficié d'un entraînement non élucidé à la Monterey School of Army in the way of languages, aujourd'hui connue comme la Defense Language Institute, une des écoles du département de la défense américaine prodiguant des cours sophistiqués et rapides de langues étrangères (ce fait fut révélé dans les années 1970 avec la loi sur la liberté d'accès aux informations).
Entré dans le corps des Marines à l'âge minimal de 17 ans, plutôt petit et frêle par rapport au Marine standard, Oswald subit d'après la commission Warren des moqueries que son caractère ombrageux ne fait qu'attiser. Pourtant, cette époque au Japon semble avoir été une époque heureuse pour Oswald. Il semble trouver sa place dans la carrière militaire et réussit l'examen de caporal. Il n'obtient cependant jamais cette promotion et est même dégradé au rang de « simple soldat » après avoir été traduit deux fois en cour martiale (voir plus bas).
Le 27 octobre 1957, il se blesse très légèrement à l'épaule gauche avec une arme de poing un Derringer calibre 22 commandé par la poste qui en tombant au sol déclenche accidentellement le coup de feu. Il est soigné pendant 3 semaines.
Le 20 novembre 1957, il est transféré avec son unité vers les Philippines ou sur l'île de Corregidor. On l'y voit sur une photo lors de la visite de l'acteur John Wayne.
Le 11 avril 1958, il passe en Cour martiale (tribunal militaire) pour la possession illégale de son arme. Jugé coupable, il écope de 20 jours de travaux, d'un réduction de 50 dollars de sa solde et est rétrogradé au rang de simple soldat (private rank). Sa peine est cependant suspendue pour 6 mois à condition de ne plus se faire remarquer.
Le 20 juin 1958, une bagarre éclate entre Lee Harvey Oswald et le sous-officier sergent Miguel Rodriguez au Bluebird Club à Yamato. Ils sont séparés par la police militaire. Lee Harvey Oswald est jugé à nouveau en Cour martiale et est condamné 28 jours de détention et une retenue de 55 dollars sur sa solde. Sa suspension de peine précédente est révoquée et la sanction est appliquée jusqu'au 13 août 1958.
Le 14 septembre 1958, il est transféré avec son unité à Formosa, aujourd'hui Taïwan.
Le 16 septembre 1958, Lee Harvey Oswald est traité pour une gonorrhée, une maladie sexuellement transmissible. En principe, ce type de contamination entraîne des mesures disciplinaires au sein du Marines Corp. Toutefois, il est indiqué que l'origine de sa maladie est liée à l'exercice de son devoir et n'est pas répréhensible.
Le 5 octobre 1958, il est rapatrié par bateau à Atsugi pour traitement médical à la suite d'un incident pendant une garde de nuit où il craque nerveusement après avoir, dit-il à son supérieur, tiré avec son fusil M-1 sur des inconnus dissimulés derrière des arbres.
Il est affecté au Marine Squadron à Iwakuni, une base aérienne situé à 430 miles soit 690 km au sud-ouest de Tokyo.
Le 2 novembre 1958, il embarque sur l'USS Barrett pour un voyage retour de deux semaines vers les États-Unis.
Le 22 décembre 1958, Oswald est à nouveau affecté à El Toro en Californie au Marine Air Control Squadron no 9. D'après la commission Warren, intégré dans une équipe radar de 7 soldats et 3 officiers, c'est à ce moment, ayant accès à certaines informations classifiés comme des radios fréquences et des appellations d'appareils, qu'il aurait commencé à envisager sa défection vers l'URSS.
Il aurait commencé à montrer un désintérêt pour la carrière militaire d'après la commission Warren à ce moment. Son comportement critique de l'impérialisme américain, le fait surnommer Oswaldositch par ses compagnons en raison de ses opinions politiques. Cela est remarqué par ses supérieurs qui le signalent à leur hiérarchie mais sans effet particulier,.
En février 1959, il demande à passer un test de connaissance du russe auquel il a des résultats « faibles ».
Le 5 mai 1959, il atteint encore le niveau « bon tireur » en obtenant un score de 191, alors qu'il envisageait apparemment déjà son départ du Corps des Marines. Lors de cette séance de tir, Nelson Delgado, la seule personne qui affirma devant la commission Warren qu'Oswald était un mauvais tireur, avait fait 192. En fait, selon les standards du Corps de Marines, Oswald était un assez bon tireur.
Pour la commission Warren, c'est alors qu'Oswald aurait commencé à exprimer de manière claire des opinions marxistes qui n'améliorent pas sa popularité auprès de ses camarades. Il lit énormément de revues en russe, écoute des disques en russe et s'adresse aux autres soit en russe soit en contrefaisant un accent russe, s'intéressant à la guérilla castriste dirigée par Fidel Castro à Cuba et ce, en pleine période de Guerre froide. Ses camarades le surnomment alors « Oswaldskovich »,. À l'inverse de la position de la commission Warren, des témoins qui le fréquentèrent comme James Botelho, témoignèrent au chercheur Mark Lane, que si Lee Harvey Oswald avait affiché de réelles opinions communistes, il aurait été soumis à de nombreuses réprimandes de la part des autres membres de son unité.
Il faut noter que les États-Unis sortaient alors de la période du maccarthysme qui avait donné lieu à une chasse aux sorcières anticommuniste au sein de l'administration, du monde politique et dans le monde artistique dans l'ensemble du pays. David Bucknell a indiqué au chercheur et avocat, Mark Lane, que la même année, en 1959, lui et Lee Harvey Oswald reçurent l'ordre de se mettre en contact avec le Criminal Investigation Division (CID), entité cherchant à recruter pour des opérations contre le communisme à Cuba.
Le 17 août 1959, Lee Harvey Oswald demande à rompre prématurément son engagement dans l'armée afin de retourner à la vie civile au motif, d'après l'armée américaine, qu'il est le seul soutien pour sa mère souffrante qui s'est blessée au nez au travail en décembre 1958. Sa demande est accompagnée d'un justificatif médical signé par le médecin de cette dernière et du témoignage de son entourage proche. Sa demande est approuvée par les autorités militaires deux semaines plus tard.
Le 4 septembre 1959, il sollicite un passeport pour voyager en Europe, en Russie et Amérique Centrale à Cuba, document qu'il obtient six jours plus tard malgré la surveillance vigilante de l'administration américaine et des agences de renseignements (FBI, CIA) sur les voyages de ses ressortissants dans une ambiance rendue suspicieuse par la guerre froide,.
Le 11 septembre 1959, il est libéré de ses obligations militaires et se rend auprès de sa mère à Fort Worth pendant trois jours, puis il se rend à La Nouvelle-Orléans où il achète un billet sur le bateau Marion Lykes, direction le Havre en France,.
Il faut noter que la commission Warren obtint pour son enquête une version du dossier militaire de Lee Harvey Oswald expurgée de toutes les informations des services secrets de la Marine, l'Office Naval Intelligence (ONI).

### L'Union soviétique

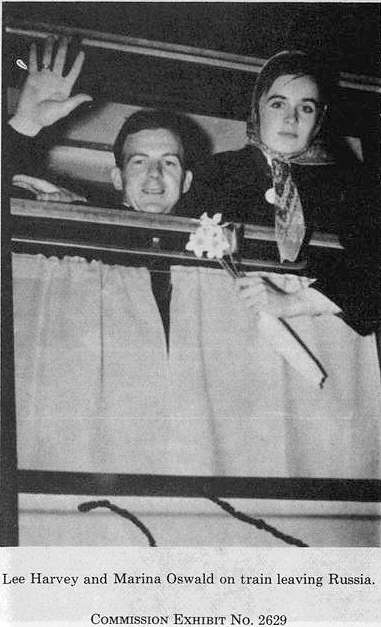
Lee et Marina Nikolaïevna Proussakova lors de leur départ d'URSS.

Le voyage d'Oswald en URSS est bien préparé : il a économisé la quasi-totalité de sa solde de Marine et obtient un passeport en indiquant vouloir étudier en Europe, en Russie et à Cuba.
Le 20 septembre 1959, il embarque sur le Marion Lykes bateau en partance de La Nouvelle-Orléans à destination du Havre où il arrive le 8 octobre.
Le 9 octobre, il se rend à Southampton, puis prend un avion vers Helsinki (Finlande), où il atterrit le 10 octobre d'après la commission Warren. Toutefois, le HSCA, qui reprit l'enquête sur l'assassinat du président, a déterminé qu'en raison des horaires de la liaison aérienne entre Londres et Helsinki, il est impossible d'arriver à cette date. Ce fait fut reconnu par Richard Helms, directeur de la CIA, au cours de son audience devant le HSCA. Arrivé sur place, il s'enregistre à l'hôtel Torni puis au Klaus Kurki Hotel, qui sont parmi les plus chers de la ville à cette époque.
Le lundi 12 octobre 1959, il se présente à l'ambassade d'URSS et demande un visa touristique de six jours dans le cadre d'un voyage organisé, visa qu'il obtient d'après la commission Warren, le 14 octobre auprès du consul soviétique, Gregory Golub, le temps normal d'obtention étant en principe d'une semaine. Ce dernier était en effet l'un des rares fonctionnaires à délivrer des autorisations de voyage en URSS sans l'accord préalable de son gouvernement. Néanmoins, en novembre 1963, trois jours après l'attentat sur JFK, il fut révélé par le journal suédois Dagens Nyheters que Lee Harvey Oswald échoua à obtenir un visa à Helsinki et se rendit à Stockholm pour l'obtenir. Cette information fut confirmée par les services de renseignements suédois et ne fut pas prise en compte par la commission Warren.
Le 15 octobre 1959, Lee Harvey Oswald quitte Helsinki et arrive à Moscou le lendemain.
Le 16 octobre 1959, il emploie les services de l'agence russe officielle Intourist et est hébergé à l'hôtel Berlin. Il est suivi par son guide officiel en la personne de Rima Shirokova et se voit assigner un programme et des secteurs définis préétablis,.
Le 17 octobre, désireux de faire défection, il l'informe qu'il va demander la citoyenneté soviétique, ce que les autorités soviétiques lui refusent au premier abord, considérant que sa défection est de peu de valeur.
Le 21 octobre, alors qu'il est informé d'un risque de refus de sa demande et que son visa a expiré, il lui reste un délai de 2 heures pour quitter Moscou, il tente de se suicider en se coupant les veines du poignet gauche. Il est sauvé par Rima Shirokova qui l'ayant découvert dans sa chambre d'hôtel l'emmène à l'hôpital.
Le 28 octobre 1959, il sort de l'hôpital toujours accompagné par Rima Shirokova. Il reste trois jours à son hôtel et est mis en contact avec l'office russe d'enregistrement des passeports.
Les Soviétiques lui accordent le droit de rester sur instruction d'Anastase Mikoïan, le numéro deux du régime, d'abord temporairement. Son voyage est en effet suivi de manière continue et active par l'État russe.
Le 31 octobre 1959, il se rend au consul à l'ambassade américaine à Moscou où il déclare vouloir renoncer à sa citoyenneté américaine. Il est reçu par Richard Snyder, second secrétaire, accompagné du consul John McVickar, à qui il déclare faire allégeance à l'URSS. Richard Snyder refuse d'enregistrer sa demande afin de lui laisser le temps de la réflexion,.
De retour à son hôtel, Lee Harvey Oswald est sollicité pour des entretiens par des journalistes américains informés de sa démarche par l'ambassade et dont les articles paraissent aux États-Unis.
Le 1er novembre 1963, le FBI, informé de sa volonté de défection, place une notice d'alerte sur ses empreintes digitales en cas de signalement dans toute future investigation.
Le 13 novembre 1959, il rencontre la journaliste Aline Mosby d'United Press International (UPI) puis le 17 novembre Priscilla Johnson, de la North American Newspaper Alliance. En 1993, des informations ont révélé que cette dernière avait tenu l'ambassade informée des intentions de Lee Harvey Oswald dans les heures qui ont suivi l'interview. Elle sera également présente lors de l'enquête de la commission Warren en étant très proche de sa veuve, Marina Oswald, durant la mise au secret de celle-ci par le F.B.I..
Les journalistes rapportent à cette occasion que les propos de Lee Harvey Oswald favorables à l'URSS et défavorables aux États-Unis ne reflètent pas véritablement sa volonté de renoncer à sa nationalité américaine.
Le 4 janvier 1960, Lee Harvey Oswald est informé de l'accord soviétique et est envoyé à Minsk, ville de 500 000 habitants située à 900 kilomètres de Moscou, où il arrive le 7 janvier. Le 8 janvier, il est reçu par le maire de la ville qui lui promet un appartement gratuit. En parallèle, il reçoit une aide de la Croix-Rouge soviétique de 5 000 roubles,.
Le 13 janvier, il démarre un emploi au sein de l'usine de fabrication de postes de radio et de télévision, la Minsk Radio Zavod, en tant qu'ouvrier métallurgiste. En mars 1960, il obtient un appartement pour un loyer de 60 roubles mensuels. Il y est surveillé en permanence par le KGB pendant les deux ans et demi que dure son séjour. Oswald semble tout d'abord heureux : il a un travail dans une usine métallurgique, un appartement gratuit et une allocation gouvernementale en plus de son salaire, une existence confortable selon les standards de vie soviétiques.
Il bénéficie d'un permis de chasse et est membre de la société biélorusse de chasseurs et pêcheurs.
Il tient un journal intime lui permettant de faire part des éloges sur son nouveau pays d'accueil. L'enthousiasme initial d'Oswald pour sa nouvelle vie semble s'être émoussé au même rythme que l'intérêt qu'il avait éveillé au début dans la ville de Minsk, où il est le premier Américain (ce qui facilite sa surveillance par le KGB). Par ailleurs, Oswald, surnommé « Alek » par ses amis, considère durement la bureaucratie en Union soviétique, qu'il finit par voir comme une perversion du socialisme.
Le fait que le U-2 de Francis Powers ait été abattu par les Soviétiques après l'arrivée d'Oswald, en mai 1960, a éveillé la curiosité de certains auteurs se demandant quel lien cet événement pouvait avoir avec le passage d'Oswald sur la base d'Atsugi, une des bases d'où des U-2 décollaient. Cependant, outre qu'Oswald ne semble jamais avoir été en contact avec des secrets concernant la base d'Atsugi, personne n'a jamais réussi à établir un lien entre Oswald et cet événement. Ainsi, le U-2 de Powers a été abattu par une salve de missiles SA-2 chanceuse (à moins que Powers ait été sous son plafond normal) et aucun renseignement spécial n'a été nécessaire à cet effet.
Le 3 juin 1960, le directeur du FBI, J. Edgar Hoover, informe par écrit le State Departement's Office of Security de la possibilité qu'un imposteur puisse utiliser l'identité de ce dernier.
Le 13 juin 1960, le corps des Marines qui ne parvient pas à joindre Lee Harvey Oswald par lettres certifiées et informé de sa volonté de défection, modifie la mention sur son dossier de « décharge honorable » en « décharge déshonorable ».

### Rencontre de Marina Proussakova et retour aux États-Unis
Le 28 janvier 1961, Marguerite Oswald, sans nouvelles de son fils depuis un an et qui a écrit à plusieurs membres du Congrès, tente de joindre sans succès d'abord le président nouvellement élu, John Fitzgerald Kennedy, puis le secrétaire d'État, Dean Rusk. Elle obtient à la place un entretien avec Eugene Boster, officier de la Maison Blanche, chargé des affaires soviétiques qui l'informe être au courant de la démarche de son fils, qui a entrepris, dit-il, son voyage de sa propre initiative.
Le 5 février 1961, Lee Harvey Oswald écrit une lettre à l'ambassade des États-Unis à Moscou réceptionnée le 13 par le secrétaire Snyder, indiquant qu'il souhaite revenir aux États-Unis si aucune procédure légale ne s'y oppose indiquant qu'il n'a pas pris la nationalité russe. Le département d'État indique en retour à Snyder que le passeport de Lee Harvey Oswald doit lui être remis en mains propres.
Le 17 mars 1961, alors qu'il a eu quelques contacts avec l'ambassade américaine à Moscou en vue de son retour aux États-Unis, Oswald rencontre Marina Nikolaïevna Proussakova, une jeune étudiante en pharmacie de 19 ans, lors d'un bal au palais des Syndicats. Marina vit avec son oncle et sa tante, Ilia et Valia Proussakov. Ilia Proussakov a le grade de lieutenant-colonel. Ingénieur de formation, il travaille pour le MVD, le ministère soviétique des affaires intérieures. Marina est membre des jeunesses communistes via le Komsomol.
Le 15 avril, Lee Harvey Oswald, fait sa demande en mariage.
Le 30 avril 1961, ils se marient moins de six semaines après leur première rencontre et s'installent dans l'appartement d'Oswald.
Dans le même temps, il a repris contact avec Richard Snyder à l'ambassade américaine à Moscou qui lui indique qu'il doit revenir à Moscou pour discuter avec lui et récupérer son passeport qui lui a été retiré lors de son arrivée. Sa mère Marguerite Oswald qui n'a plus eu de signe de vie de son fils entreprend des démarches pour rentrer en contact avec lui. Inquiète pour ce dernier, elle témoignera par la suite qu'elle estimait qu'il travaillait alors pour les services secrets américains.
Le 16 mai 1961, Oswald réitère à l'ambassade américaine à Moscou son souhait de retourner aux États-Unis, cette fois avec son épouse qu'il informe de son mal du pays en juin 1961. Lors d'un voyage en juillet à Moscou, Oswald va avec Marina, enceinte de leur premier enfant, à l'ambassade américaine pour demander un renouvellement de son passeport. Ce renouvellement est autorisé en juillet, mais la lutte avec la bureaucratie soviétique va durer bien plus longtemps.
Le 8 juillet 1961, à la suite des recommandations de sécurité du Département d'État, Oswald récupère en personne son passeport à l'ambassade américaine.
Le 15 février 1962, la fille des Oswald, June, naît. Ils résident alors encore à Minsk.
Le 10 mai 1962, ils sont informés par l'ambassade que les formalités administratives pour leur retour sont validées pour leur visa de sortie.
Le 24 mai, la famille Oswald est invitée à retourner à Moscou.
Le 1er juin 1962, la famille Oswald quitte l'URSS avec une avance de fonds de 435,71 dollars, dans un train à direction de la Hollande vers Amsterdam.
Arrivés à Amsterdam deux jours plus tard, les époux Oswald sont censés y être restés deux jours d'après la commission Warren, pour ensuite embarquer à bord du Maasdam, puis arriver le 13 juin 1962 à Hoboken dans le New Jersey et s'envoler le 14 juin pour Fort Worth.
Cette version initiale a été remise en cause sur divers points : Marina Oswald a déclaré, avant de se rétracter, qu'ils étaient restés trois jours à Amsterdam où ils furent logés dans un appartement privé, et ce contrairement au protocole habituel des ambassades américaines. Elle ajouta qu'ils avaient effectué le retour en avion vers les États-Unis. Aucun passager du Maasdam ne témoigna avoir rencontré le couple avec son enfant. De plus, les postes diplomatiques des États-Unis ne furent pas informés du retour de Lee Harvey Oswald et de sa famille alors qu'il s'agissait de la procédure normale pour un transfuge censé avoir fourni des informations et ce, en pleine guerre froide et à une période où les agences de renseignements américaines, F.B.I. et C.I.A., avaient engagé des moyens considérables pour neutraliser au sein des États-Unis l'influence du communisme, y compris par des mesures illégales (qui furent révélées par la Commission Church de 1975 à 1976). De même, à son retour, aucune procédure de poursuite n'est engagée en regard de son contrat signé avec l'armée qui précisait que même en cas de retour à la vie civile, il ne pouvait se livrer à des activités contraires aux intérêts américains ou fournir des renseignements,. La commission Warren a conclu à ce sujet que cet épisode était inexpliqué.
Le 13 juin 1962, d'après la commission Warren, ils arrivent à Hoboken dans le New Jersey. Ils sont pris en charge par Spas T. Raikin, représentant de la Traveler's Aid Society, informé préalablement par le département d'État. Il leur facilite les procédures de douane et leur trouve un appartement à New York. Lee Harvey Oswald bénéficie à son retour aux États-Unis d'une aide matérielle délivrée par le département de la santé indiquant que son voyage en URSS avait été effectué avec l'accord du département d'État. Il perçoit alors une aide de 200 dollars de la part de son frère grâce à l'action de Raikin et de 435 dollars de la part du département d'État.

### Retour aux États-Unis: Dallas

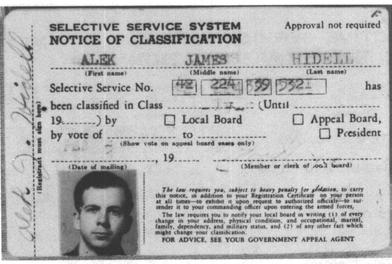
Une fausse pièce d'identité au nom d'Alek James Hidell trouvée en la possession d'Oswald, identité utilisée pour commander le Carcano et le revolver qui servit à tuer J. D. Tippit.

La famille Oswald s'installe à Fort Worth dans l'État du Texas (près de Dallas) vers la mi-juin 1962, d'abord chez le frère de Lee Harvey, Robert, ensuite chez sa mère, début juillet, et enfin dans un petit appartement fin juillet, lorsque Lee trouve un travail dans une usine métallurgique.
Le 26 juin et le 16 août, Lee Harvey Oswald a deux entretiens avec le FBI. Les entretiens ne révélant rien de notable, l'agent chargé du dossier demande à Oswald de contacter le FBI si des Soviétiques le contactaient, et conclut ses rapports en recommandant de fermer le dossier.
Le 12 août, Lee écrit au Parti socialiste des travailleurs (États-Unis), un parti trotskiste, pour leur demander de la documentation, et continue de recevoir trois périodiques russes.
Vers la fin août 1962, les Oswald sont introduits auprès de la petite communauté de Russes émigrés de Dallas. Ceux-ci n'aiment pas particulièrement Oswald, en raison de ses opinions politiques et de son souhait apparent de vouloir retourner en URSS. Ils prennent en pitié Marina, perdue dans un pays dont elle ne connaît même pas la langue.
C'est dans le cadre de ces contacts que Lee Harvey Oswald rencontre en juin 1962 George de Mohrenschildt (en), un réfugié politique, fis d'un notable de Minsk, russe blanc anti-communiste de 51 ans immigré de Pologne et arrivé aux États-Unis en 1957 (une première demande lui avait été refusée en 1938). Diplômé en commerce international, géologue et spécialisé dans l'industrie pétrolière, il est informé de l'existence de Lee Harvey Owald par George Bouhe, un Américain qui a lui aussi fait défection avant de retourner aux États-Unis, il prend Oswald en sympathie. En janvier 1963, il invite Lee Harvey Oswald à une fête au domicile de l'amiral Chester Bruton.
Les relations entre Oswald et Mohrenschildt ont été source de nombreuses spéculations, et certains ont cru voir dans Mohrenschildt un agent ayant participé à une conspiration, sans jamais trouver d'élément factuel qui démontre cette hypothèse. Toutefois, Georges de Morenschildt, qui avait déclaré que Lee Harvey Oswald n'était qu'un pigeon, fut retrouvé mort le 29 mars 1977 apparemment suicidé d'une balle dans la poitrine l'après-midi du jour même où il avait rendez-vous avec un enquêteur du HSCA. Il est également à noter qu'il écrivit un manuscrit sur Lee Harvey Oswald intitulé : "Je suis un pigeon" où il estimait que Lee Harvey Oswald était incapable de tuer le président John F. Kennedy et que la vérité devait être trouvée du côté du monde des services du renseignements. Ce document fut transmis au HSCA le 1er avril 1977 par sa veuve. À la différence de la commission Warren, le HSCA en 1978 détermina qu'il entretenait des contacts périodiques pour la CIA en la personne de J. Walton Moore qui travaillait pour la division des contacts domestiques de la CIA à Dallas chargé de vérifier la qualité des contacts et que c'est à la demande de ce dernier qu'il avait pris contact avec Lee Harvey Oswald, J Walter Moore lui ayant confirmé que ce dernier était fiable. Il a également été prouvé depuis en vertu de la loi sur la liberté de l'information que Guy de Mohrenschildt était en liaison avec la CIA depuis l'époque de l'OSS, les premiers contacts datant de l'année 1942, pour se renforcer à partir de son voyage en Yougoslavie en 1957, puis pendant ses voyages au Panama et à Mexico en avril 1961 à la même période que l'opération du débarquement de la baie des Cochons,,.
En octobre 1962, Oswald quitte son travail à Fort Worth et déménage à Dallas, où il trouve rapidement une place dans une société de reprographie, Jaggars-Chiles-Stovall, poste obtenu sur la recommandation de Georges de Mohrenschildt. C'est également Guy de Mohrenschildt qui présente Lee Harvey Oswald à l'épouse de l'un de ses amis ingénieurs travaillant chez Bell Helicopters, Ruth Paine, en cours de séparation. Pendant ce temps, Marina est hébergée par le beau-fils, Gary Taylors, et la fille de Mohrenschildt.
L'entreprise Jaggars-Chiles-Stovall est une entreprise de photographie et d'impression de Dallas qui est en contrat avec le service de cartographie de l'US Army. Bien que des contrôles de sécurité soient nécessaires, ces derniers sont appliqués de manière relâchée. C'est en utilisant le matériel de l'entreprise que Lee Harvey Oswald crée alors de faux papiers d'identité au nom d'Alek James Hidell. C'est également durant ce travail qu'il demande à un employé de la firme, Dennis Ofstein, s'il connaît la technique photographique du micro-point permettant de réduire une masse de documents à la taille d'un point. À la réponse négative de ce dernier, Lee Harvey Oswald répond qu'il s'agit d'une technique déployée dans le travail d'espionnage.
En novembre, les relations entre Lee et Marina se détériorent au point que Marina le quitte temporairement. Ses amis russes l'accueillent en l'encourageant à quitter Lee définitivement. Lorsqu'elle lui pardonne quelques jours plus tard, ses relations privilégiées avec la communauté russe se refroidissent, et seuls les Mohrenschildt gardent le contact et continuent régulièrement à les fréquenter.

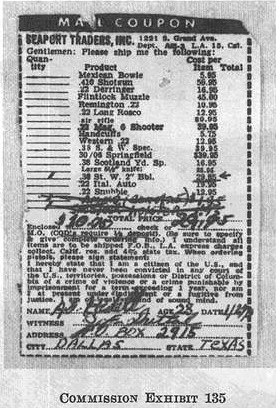
Le bon de commande du revolver .38 Smith & Wesson.

En janvier 1963, Oswald remplit un bon de commande pour un revolver Smith & Wesson auprès de Seaport Traders, une firme de vente par correspondance de Los Angeles. Il s'agit d'un calibre .38 dont le barillet a été rechambré pour accepter du calibre .38 Special et dont le canon a été tronçonné pour en faire une version snub nose, facilement dissimulable. Le revolver coûte 29,95 dollars, et Lee signe le bon de commande du nom de « A.J. Hidell », en donnant pour adresse la boîte postale #2915 au bureau de poste de la rue Ervay. Il opère de même en mars 1963, lorsqu'il commande son Carcano sous le nom de « A. Hiddel » pour le prix de 21,95 dollars auprès de Klein's Sporting Goods à Chicago.
En février 1963, alors que les relations entre Lee et Marina s'enveniment à nouveau jusqu'à des faits de violence, Oswald prend un premier contact avec l'ambassade d'URSS, laissant entendre qu'il souhaite y retourner.
Le 22 février 1963, Guy de Morhenschildt accompagne le couple Oswald chez Everett Glover, où Marina fait la connaissance de Ruth Paine, séparée de son mari, Michael Paine, employé de Bell Helicopter et qui souhaite apprendre le russe. Le mois suivant, Ruth et Marina deviennent amies.
D'après la commission Warren, le 12 mars 1963, Oswald, qui commence à préparer l'assassinat du général Walker, commande et reçoit sous le nom de A. Hidell un fusil Manlicher Carcano qui est livré le 25 mars 1963.
À la fin du même mois, Lee demande à Marina de prendre une photo de lui avec ses armes et une autre avec un exemplaire de deux journaux socialistes,.
Au cours de ce même mois, l'agent James Hosty du FBI commence un réexamen de routine du dossier d'Oswald et Marina (six mois s'étant écoulés depuis son dernier entretien avec Oswald), il découvre une note du FBI de New York sur un abonnement de Lee au Worker, journal communiste, ce qui le pousse à rouvrir le dossier. Toutefois, avant que Hosty ait pu traiter le dossier, il se rend compte que les Oswald ont quitté Dallas.
La première semaine du mois d'avril 1963, Lee Harvey Oswald quitte son emploi au sein de la compagnie Jaggars-Chiles-Stovall.

### La tentative d'assassinat sur le général Walker - 10 avril 1963
Le général Edwin Walker, un héros de la Seconde Guerre mondiale, est un anticommuniste virulent et partisan de la ségrégation raciale. Walker est relevé de son commandement en Allemagne de l'Ouest et muté à Hawaï en avril 1961 par le président Kennedy après qu'il a distribué de la littérature d'extrême-droite à ses troupes de la 24e division. Il démissionne alors de l'armée en novembre 1961 et se retire à Dallas pour y commencer une carrière politique. Il se présente contre John Connally pour l'investiture démocrate au poste de gouverneur du Texas en 1962, mais est battu par Connally qui est finalement élu gouverneur. Le 30 septembre 1962, il tente de s'opposer à l'inscription de l'étudiant afro-américain James Meredith à l'université d'Oxford au Mississippi. Il est alors interné en hôpital sur ordre de Robert F. Kennedy, attorney général,.
Libéré en 1963, il retourne à Dallas, où il devient la figure de proue de la John Birch Society, une organisation d'extrême-droite basée au Massachusetts et suprémaciste blanche.
Pour la commission Warren, le général Walker représentant tout ce qu'il déteste, Lee Harvey Oswald commence à le surveiller en février 1963, prenant notamment des photos de son domicile et des environs.
Le 10 avril 1963, alors qu'il est congédié de chez Jaggars-Chiles-Stovall depuis dix jours, il laisse une note en russe à Marina et quitte son domicile avec son fusil.
Le soir même, à 21 h 10 alors que le général Walker est assis à son bureau en train de remplir sa déclaration d'impôts, une balle est tirée sur lui d'une distance de 30 mètres, mais la balle frappe le châssis en bois de la fenêtre et est déviée pour s'écraser dans le mur, passant à quelques centimètres de la tête du général, ce qui paraît étonnant pour un bon tireur. Deux individus non identifiés s'enfuient au volant de deux véhicules distincts. La commission Warren estime que le tireur est Lee Harvey Oswald, sachant que ce dernier n'avait pas le permis,.
Lorsque Lee Harvey Oswald rentre chez lui, il est pâle et semble effrayé. Quand il dit à Marina ce qu'il vient de faire, elle lui fait détruire l'ensemble des documents qu'il a rassemblés pour préparer sa tentative d'assassinat, bien qu'elle conserve la note en russe.
D'après la commission Warren, l'implication d'Oswald dans cette tentative d'assassinat n'est communiquée aux autorités qu'après sa mort, lorsque cette note conservée dans la maison de Ruth Paine à Irving leur parviendra, ainsi que des photos de la maison du général Walker, accompagnées du témoignage de son épouse, Marina, qui, depuis l'assassinat de Kennedy, a été placée à l'isolement sans informations extérieures par le FBI et le Secret Service qui la menacent de déportation. Néanmoins, la balle récupérée dans la maison de Walker est trop endommagée pour permettre une analyse balistique.
La commission Warren considère que Lee Harvey Oswald a tenté de tuer le général Walker malgré les éléments indiqués, omettant de prendre en compte la participation de deux individus sachant conduire (Oswald n'avait pas le permis).
Une analyse de cette balle par activation neutronique par le HSCA permet de déterminer qu'elle a été produite par le même fabricant que la balle qui a tué Kennedy.
Le week-end suivant l'assassinat, le couple reçoit à nouveau la visite de Jeanne et Guy de Mohrenschildt qui à l'occasion plaisante, d'après ses déclarations à la commission Warren : « Alors, comme cela tu as manqué le général Walker ? » faisant référence à une discussion qu'il avait eue avec Lee Harvey Oswald au cours d'un dîner au sujet de celui-ci.
Guy de Morhenschildt quitte alors les États-Unis neuf jours plus tard pour les Caraïbes.

### La Nouvelle-Orléans

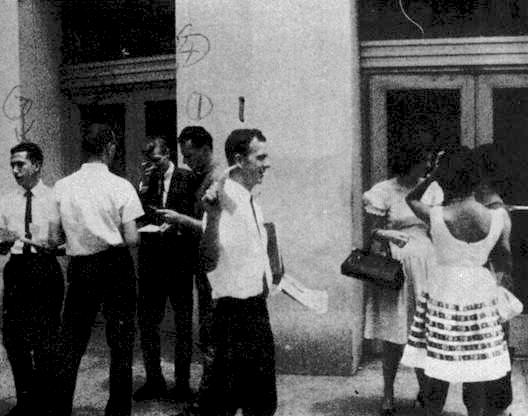
Lee Harvey Oswald distribuant des tracts pro-castristes à La Nouvelle-Orléans.

Le 23 avril 1963, à nouveau sans emploi, Oswald confie Marina aux bons soins de Ruth Paine et le 24 avril 1963, il part à La Nouvelle-Orléans par bus pour trouver du travail.
Le 9 mai, il trouve un emploi de graisseur dans l'usine de café Reilys. Marina le rejoint le 10 mai. Le travail, salissant, ne lui plait pas, Oswald saisit toutes les occasions possibles pour s'absenter et aller discuter armes avec Adrian Alba, propriétaire du parking tout proche.
Pour la commission Warren, Lee Harvey Oswald semble à nouveau malheureux de son sort, et, quoiqu'il ait perdu ses illusions sur l'Union soviétique, il oblige Marina à écrire à l'ambassade d'URSS pour demander l'autorisation d'y retourner. Marina reçoit plusieurs réponses peu enthousiastes de l'ambassade, mais entretemps les espoirs d'Oswald se sont reportés sur Cuba et Fidel Castro. Il devient un ardent défenseur de Castro et décide de créer une section locale de l'association Fair Play for Cuba Committee. Il consacre 22,73 dollars à l'impression de 1 000 tracts, 500 demandes d'adhésion et 300 cartes de membres pour Fair Play for Cuba et Marina signe du nom de « A.J. Hidell » comme président de la section sur une des cartes. Ces tracts sont retrouvés également par la suite sur le campus étudiant de l'Université de Tulane au cours de l'été 1963.
En juillet 1963, invité par son cousin Eugene Murrret, il s'exprime en public dans la ville de Mobile en Alabama. Lors d'une conférence sur l'URSS, il critique la vie dans les pays de l'Est, exprimant sa déception à la suite de son voyage en Europe de l'Est.
Oswald perd son emploi chez Reilys le 19 juillet et vit du chômage avec 23 dollars par semaine. Il fait, le 5 août 1963, une tentative d'infiltration des milieux anti-castristes, et se présente, d'après le rapport de la commission Warren comme un anticommuniste auprès de Carlos Bringuier (en), délégué à La Nouvelle-Orléans de l'association des étudiants cubains, le Directorio Revolucionaro Estudiantil ou DRE, en proposant de mettre ses capacités de marine au service des anti-castristes. Le DRE, association étudiante en apparence, avait été en réalité, conçu, créé et financé par la CIA, information confirmée par cette dernière dans un mémorandum en date du 1er juin 1967. Le HSCA, dans son analyse de 1978, indiqua que le DRE fut parmi les groupes anti-castristes les plus amers envers la politique d'apaisement de John F. Kennedy menée par ce dernier envers le régime de Fidel Castro après la grave crise des missiles d'octobre 1962,.
Quelques jours plus tard, le 9 août, un ami de Bringuier repère Lee Harvey Oswald en train de distribuer des tracts pro-Castro. La seconde rencontre entre Bringuier et deux autres membres, Miguel Cruz et Celso Hernandez, qui sont aussi membres du DRE, débouche sur une arrestation collective,. La police confisque également les prospectus de Lee Harvey Oswald sur lesquels figurent l'adresse du 544 Camp Street New Orléans, l'adresse de la seconde entrée du bâtiment où se trouvait l'agence de détective privée de Guy Banister. Ancien agent du FBI, anti-communiste convaincu, lié à la John Birch Society qui prônait la supériorité de la race blanche, son agence de détective privée travaillait en réalité comme couverture pour le soutien logistique et tactique aux opérations anti-castristes mises en place par la CIA et dirigées contre Cuba au cours des années 1960.
Fondée en 1947 par le président Harry Truman, la CIA, avait en effet l'interdiction formelle d'intervenir sur le sol des États-Unis d'Amérique, rôle dévolu exclusivement au FBI de J.Edgar Hoover. Guy Banister participa au soutien logistique de l'opération de l'invasion de la baie des Cochons en avril 1961. Il travaillait en équipe avec le pilote David Ferrie, qui participait aux opérations paramilitaires d'entrainement des exilés anti-castristes cubains et à la livraison d'armes par voie aérienne dans le cadre de la lutte contre Cuba. En outre, il travaillait sur des opérations d'infiltrations par des étudiants de toutes les structures et associations politiques favorables au régime cubain de Fidel Castro.
Oswald passe la nuit en prison et reçoit une amende de 10 dollars. Le matin du 10 août 1963, il demande à être entendu par un agent du FBI, ce qui lui est accordé. Il rencontre, en cette occasion et en entretien, l'agent John L. Quigley à qui il déclare qu'il s'est marié avec son épouse à Fort Worth au Texas.
Son procès, ainsi que celui de Carlos Bringuier, attire l'attention des médias, ainsi une station de télévision locale lui propose de le filmer en train de distribuer des tracts, c'est le film du 16 août où Oswald distribue des papiers dans la rue. Ses aides venaient de l'agence pour l'emploi locale, le film passant le soir-même à la télévision. Oswald est alors contacté par WDSU, une radio locale, et, après un premier entretien avec le journaliste William Kirk Stuckey le 17 août 1963, Oswald leur suggère d'organiser un débat entre lui et Carlos Bringuier.
D'après la commission Warren, sa correspondance de l'époque montre un Oswald heureux du bruit qu'il réussit à faire autour de Fair Play for Cuba et présentant sa section — dont il était le seul membre — comme un succès.
C'est au cours du débat radio-diffusé Carte Blanche, qui s'ensuit le 21 août 1963, en présence du membre du DRE et d'Ed Butler, directeur du Information Council of Americas (INCA) et agent de contact de la CIA, que Lee Harvey Oswald indique qu'il est marxiste mais pas communiste. Le débat tourne au désavantage d'Oswald : Bringuier est bien préparé et le journaliste, informé par Ed Butler, interroge Oswald sur son passage en Union soviétique, qu'Oswald a caché lors du premier entretien. D'après le journaliste William Kirk Stuckey, interrogé par la commission Warren, le comité Fair Play for Cuba, lié à un marxiste ayant vécu en URSS, n'avait désormais plus d'avenir à La Nouvelle-Orléans.
D'après la commission Warren, Oswald, humilié et ayant perdu toute crédibilité, envisage de détourner un avion vers Cuba ; mais Marina réussit à l'en dissuader et l'encourage à trouver un moyen légal d'aller à Cuba. En l'absence de liaison entre les États-Unis et Cuba, Lee envisage de passer par le Mexique.
Les quatre mois qu'Oswald passe à La Nouvelle-Orléans furent l'objet de beaucoup de spéculations et notamment de toute l'attention de Jim Garrison, le district attorney de la ville qui, au travers de son enquête, pensa pouvoir relier Lee Harvey Oswald à Clay Shaw, un homme d'affaires local qu'il estimait être impliqué dans l'assassinat du président John F. Kennedy. Le lien entre Oswald et Clay Shaw semblait être Guy Banister, ancien agent du FBI devenu détective privé dans les années 1950 à la Nouvelle Orléans, dont l'agence couvrait des opérations anti-castristes protégées par la communauté du renseignement à la Nouvelle Orléans, et David Ferrie, ancien pilote connu pour ses tendances d'extrême droite et chef des camps de formation des contre-guérillas avec d'innombrables contacts dans les milieux socio-politico-militaires de La Nouvelle-Orléans.
Pour la commission Warren, aucun lien n'a pu être établi entre Oswald et l'agence de Guy Banister, ni directement Guy Banister et David Ferrie, même s'il est possible que ces deux derniers se soient connus. Un dernier lien relevé entre Guy Banister et Oswald est le fait qu'Oswald utilisa l'adresse 544 Camp Street sur certains des tracts qu'il avait distribués, les bureaux de Guy Banister étant au 531 Lafayette Street, de l'autre côté du coin de la rue dans le même immeuble. Cependant, les deux entrées donnent dans des parties non communicantes de l'immeuble et l'adresse 544 Camp Street avait été l'adresse du Conseil révolutionnaire anti-Castro, où Carlos Bringuier avait d'ailleurs travaillé. Un résident cubain de l'adresse témoigna avoir été approché en juillet 1963 par Oswald, qui exprima son souhait d'aider la résistance contre Castro. Il lui avait alors dit que l'association était partie et avait conseillé à Oswald de s'adresser à Carolos Bringuier ce qu'il fit le 5 août 1963, ce dernier refusant. La mention de l'adresse sur certains tracts pourrait donc s'expliquer par le souhait d'Oswald d'embarrasser le Conseil et Bringuier, hypothèse émise par l'auteur Gerald Posner, défenseur de la commission Warren.
Cependant, si la commission Warren, d'après les enquêtes menées par le FBI en novembre et décembre 1963 juste après l'attentat, conclut qu'il n'existait pas de lien entre l'ex-marine et l'agence de détectives de Guy Banister ou ce dernier, en revanche, le House of Representatives Select Committee on Assassinations, ou HSCA constitué de 1976 à 1978, publia plusieurs témoignages de personnes ayant indiqué que l'ex-agent du FBI connaissait l'ancien marine, dont ceux de Delphine Roberts, sa secrétaire personnelle, celui de deux anciens marines recrutés par Guy Banister, les frères Allen et Daniel Campbell et celui de son propre frère et associé. Sa secrétaire signala que Guy Banister se mit en colère en présence de James Arthus et Sam Newman quand il apprit que Lee Harvey Oswald employait l'adresse du 544 Camp Street sur ses tracts. Enfin, il fut retrouvé dans le carnet d'adresse de Lee Harvey Oswald plusieurs coordonnées d'anti-castristes importants,,.
De même, le HSCA apporta la preuve sous la forme de plusieurs témoignages que Lee Harvey Oswald et David Ferrie se connaissaient et que ce dernier travaillait au sein de l'agence de détectives privés de Guy Banister. Ainsi, le HSCA a prouvé que Lee Harvey Oswald a assisté à une discussion en compagnie de David Ferrie. De même, Delphine Roberts, la secrétaire de Guy Banister, a témoigné que Lee Harvey Oswald était allé en compagnie de David Ferrie dans un camp d'entraînement pour les exilés cubains anti-castristes (camps qui furent par la suite fermés par le FBI, sur ordre de la présidence de John Fitzgerald Kennedy pour respecter l'accord de neutralité sur Cuba à la suite de la crise des missiles d'octobre 1962 afin de trouver une solution diplomatique et un apaisement des relations entre les deux pays.),.
David Ferrie était en outre une ancienne connaissance d'Oswald : tous deux étaient membres du groupe CAP (Civil Air Patrol ou « patrouille aérienne civile »), une association civile auxiliaire de l'armée de l'air, où Oswald était entré à l'âge de quinze ans, tous les deux vivant à La Nouvelle-Orléans avant l'entrée d'Oswald dans le corps des Marines. Dans les années 1950, Ferrie et Oswald, alors adolescents, se sont en vérité croisés dans la Civil Air Patrol. À ce sujet, une photo datant de 1955 fut publiée en 1993, indiquant la présence conjointe de l'ancien pilote et du jeune marine à une session d'entrainement.
De même, le propriétaire du café, le Mancuso Coffee Shop, Jack Mancuso confirma que Guy Banister, Jack Martin et David Ferrie se rendaient régulièrement ensemble dans son établissement.

### Voyage au Mexique
Le 17 septembre 1963, Lee Harvey Oswald obtient un visa touristique pour Mexico.
Alors que Ruth Paine ramène Marina à Dallas le 23 septembre 1963, Oswald reste en ville deux jours sans doute pour recevoir son dernier chèque de chômage de 33 dollars. Ces jours sont aussi ceux où se situe un incident qui rend incertain le trajet exact d'Oswald à partir de La Nouvelle-Orléans tel que présenté par la commission Warren et qui est considéré par certains comme un indice majeur de l'existence d'une conspiration : il s'agit, selon le témoignage de Sylvia Odio, corroboré par celui de sa sœur Annie présente ce soir-là, de la visite qui lui fut faite à Dallas le 26 septembre 1963, par Oswald et deux Cubains nommés Léopoldo et Angelo se présentant comme anti-castristes recherchant des fonds pour soutenir leur cause. Son témoignage parvint au FBI puis à la commission Warren qui la fit témoigner ; elle maintint l'ensemble de ses déclarations. Cet événement baptisé l'incident Ohio fut réétudié par le HSCA en 1978 qui conclut au contraire de la commission Warren, que cet évènement était crédible,,.
Quoi qu'il en soit, pour la commission Warren, Lee Harvey Oswald prend un bus reliant Houston à Laredo le 26 septembre. Il poursuit ensuite vers Mexico, y reste cinq jours, au cours desquels il tente d'obtenir auprès du consulat cubain un visa vers Cuba, se présentant comme un défenseur de Cuba et de Castro, et affirmant qu'il veut ensuite continuer vers l'URSS. L'ambassade lui refuse le visa s'il n'a pas au préalable un visa soviétique. L'ambassade d'URSS l'informe que l'obtention d'un visa prendrait en tout état de cause quatre mois. Après plusieurs jours de va-et-vient entre les deux ambassades, Oswald, d'après la commission Warren, rejeté et mortifié, retourne à Dallas.
L'épisode mexicain reste énigmatique et fait l'objet de beaucoup de spéculations, y compris quant à sa réalité. Les spéculations ont été alimentées par l'action de la CIA, qui surveillait les sites diplomatiques soviétiques et cubains à travers le monde entier, et n'a pas produit de photos de Lee Harvey Oswald à Mexico malgré ses affirmations dans les premières heures qui suivent l'assassinat de Kennedy. En revanche, une photo d'une personne qui n'était pas Lee Harvey Oswald, et d'enregistrements téléphoniques audio d'un inconnu qui parlait un russe hésitant s'adressant aux autorités soviétiques (Lee Harvey Oswald le parlait couramment comme l'indique un examen passé sur la base d'Atsugi en 1959) furent transmises directement par la CIA à la police de Dallas le 22 novembre 1963 quelques heures après l'attentat.
Le lendemain de l'incident, le FBI est également informé. Le 23 novembre 1963, le lendemain de l'assassinat de Kennedy, dans une conversation téléphonique révélée en 1990 entre le directeur du FBI et le nouveau président Lyndon Johnson, qui voulait savoir si Lee Harvey Oswald s'était rendu à l'ambassade d'URSS, J. Edgar Hoover répondit : « Non, c'est une affaire compliquée. Nous avons l'enregistrement et la photographie d'un homme qui était à l'ambassade soviétique et qui utilisait le nom d'Oswald. La photo et l'enregistrement ne correspondent ni à la voix, ni à l'apparence (d'Oswald). En d'autres termes, il apparait qu'une seconde personne s'est rendue à l'ambassade soviétique. »
La commission Warren est également informée de cet épisode par une copie de la photo de la CIA de l'inconnu. Au cours de l'interrogatoire de la mère d'Oswald, Marguerite Oswald, celle-ci déclarera n'avoir jamais vu l'homme photographié et qu'il ressemblait à Jack Ruby. Cette personne inconnue avait produit, de plus, pour sa demande de visas, des documents écrits de l'écriture de Lee Harvey Oswald, ce qui a provoqué des suppositions selon lesquelles Lee Harvey Oswald n'était en fait pas à Mexico ou en tout cas, qu'il n'y avait pas fait ce qu'a écrit la commission Warren dans son rapport. À noter qu'il ne relata pas à son épouse la moindre démarche de demande de visa pendant les six jours du voyage au Mexique.
Le HSCA a également longuement enquêté sur cet épisode au travers d'un rapport (dit rapport Lopez) qui fut classé confidentiel initialement jusqu'en 2029 puis rendu public avec le travail de l'ARRB à la suite du JFK Act de 1992, date de son accès partiel au grand public[pas clair] dû à la sortie du film d'Oliver Stone JFK en 1991. Il fit également témoigner les membres du consulat cubain présents au cours des visites de l'inconnu le 27 septembre. Le consul cubain Eusebio Azcue Lopez présent ce jour-là témoigna devant le HSCA que la personne qui s'était présentée ne correspondait pas à la description physique de Lee Harvey Oswald. L'employée et assistante du consul, Mme Sylvia Tirando Duran, qui avait également rencontré cet homme à trois reprises ce jour-là donna un signalement qui ne correspondait pas à Lee Harvey Oswald. Elle le décrivit comme petit (mesurant 1,60 m) et blond, alors qu'Oswald était grand (mesurant 1,80 m) et brun. Mme Duran fut arrêtée avec son mari par la police mexicaine sur demande de l'antenne mexicaine de la CIA dirigée par Win Scott, du 23 au 25 novembre 1963, soit à partir du lendemain de l'assassinat de Kennedy. À la suite d'une seconde détention, elle confirma l'identité de Lee Harvey Oswald. Elle ne fut pas interrogée par la commission Warren, qui ne fut pas informée de cet épisode, mais témoigna devant le HSCA le 6 juin 1978 confirmant ses déclarations initiales,,.
En 1978, un câble de la CIA fut découvert datant du 23 novembre 1963 dans lequel il était indiqué : « L'arrestation de Sylvia Duran est extrêmement sérieuse et pourrait compromettre la liberté d'action des États-Unis sur la question de l'entière responsabilité de Cuba »,.

### Le retour à Dallas
De retour à Dallas le 3 octobre, Oswald exprime d'après la commission Warren sa déception à l'égard du régime de Castro. Il laisse Marina chez Ruth Paine pendant qu'il cherche un nouvel emploi et un nouvel appartement. Oswald trouve un logement à 7 dollars la semaine au 621 Marsalis dans Oak Cliff, et cherche un emploi tous les jours, car ses prestations de chômage s'achèvent. Sa première logeuse ne l'apprécie pas, se méfie de lui, notamment parce qu'il parle en une « langue étrangère » au téléphone et refuse de renouveler la location. Oswald pense qu'une nouvelle enquête du FBI en est la cause.
Il prend une nouvelle location, le 14 octobre, sous le nom de « O.H. Lee » chez Mme Roberts qui le trouve calme et solitaire

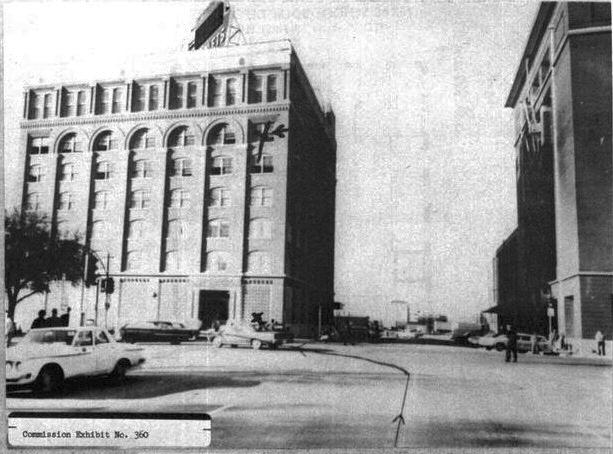
Le Texas School Book Depository.

Malgré ses efforts, Oswald ne parvient pas à trouver du travail. Ce même 14 octobre, Ruth Paine discute avec des voisines, évoquant notamment la situation des Oswald : une femme enceinte et un mari qui ne trouve pas de travail. Une des voisines, Linnie May Randle, indique que son jeune frère, Wesley Buell Frazier, vient de passer à travers la même épreuve et a trouvé du travail au Texas School Book Depository, un dépôt de livres qui assure la distribution de livres éducatifs. Elle suggère donc qu'Oswald y tente sa chance. Ruth Paine appelle le responsable du Texas School Book Depository (TSBD), Roy Truly, lui dit qu'il y a peut-être une place. Le jour suivant, le 15 octobre, Oswald se présente au TSBD où il obtient une place d'employé chargé de remplir les bons de commande (Oswald ment en affirmant qu'il vient d'avoir une « décharge honorable » des marines et qu'il n'a jamais eu d'ennuis avec la justice) et commence à y travailler le 16 octobre.
Wesley Buell Frazier, qui vit près de sa sœur, Ruth Paine, lui offre de le conduire en voiture chez les Paine quand il le veut, mais Oswald décide de ne rejoindre sa femme que le week-end, ce qu'il fait pour la première fois le vendredi 18 octobre.
Le même jour, il fête son 24e anniversaire.
Le dimanche 20 octobre 1963, Marina donne naissance à leur second enfant, Rachel.
Au cours du week-end suivant, Michael Paine, le mari de Ruth, a une conversation politique avec Oswald et se rend compte que malgré sa désillusion à l'égard des régimes socialistes, il est encore un fervent marxiste qui pense que la révolution violente est la seule solution pour installer le socialisme. Pendant les semaines suivantes, la situation entre Marina et Lee se dégrade à nouveau, tandis que le FBI de Dallas s'intéresse de nouveau à Oswald du fait de son voyage à Mexico.
Le vendredi 1er novembre, le FBI en la personne de l'agent James Hosty se rend au domicile des Paine et interroge Marina concernant les contacts de son époux avec des diplomates soviétiques au Mexique. La surveillance d'Oswald a débuté en mars 1963 en raison de ses activités pro-castristes et un premier rapport a été rédigé et transmis le 23 septembre à la CIA. En retour, James Hosty, informé par la CIA du voyage à Mexico par un rapport du 10 octobre 1963, souhaite rencontrer l'ancien marine.
Lorsque Oswald l'apprend le soir, il devient très nerveux. Il a l'impression d'être harcelé par le FBI, surtout lorsqu'une deuxième visite a lieu le mardi suivant, 5 novembre.
Le 12 novembre 1963, informé par Marina sur l'objet de ces visites, Oswald se rend au bureau du FBI pour remettre une enveloppe à l'agent chargé de l'enquête, James Hosty, alors absent. Elle reste dans la boîte de courrier de James Hosty qui l'a entretemps lue et ouverte, jusqu'au 22 novembre 1963. Ce qui donne par la suite lieu à un acte de dissimulation par le FBI, puisque le supérieur de Hosty, le chef du bureau de Dallas, Gordon Shanklin, lui a donné l'ordre, après le 22 novembre 1963, de détruire la note qui, selon Hosty, contenait une demande de laisser Marina tranquille. La note est en effet détruite le 24 novembre 1963 sur ordre du directeur du contre-espionnage au sein du FBI, William Sullivan. Ceci est révélé en 1975. Quant à Sullivan il meurt en 1977 dans un accident de chasse à quelques jours de son audition devant le HSCA),,.
Au cours du mois de novembre, Oswald emprunte à la bibliothèque municipale de Dallas un livre écrit par l'ancien président du Guatemala Juan José Arévalo, The shark and the sardines (« Le requin et les sardines ») dénonçant la politique étrangère impérialiste des États-Unis en Amérique latine. Oswald ne rendra jamais ce livre.
Le 15 novembre, Oswald ne peut aller chez les Paine parce que Michael, le mari de Ruth, y passe le week-end (les Paine étaient en instance de divorce). Pendant ce week-end, Marina découvre que Lee a de nouveau écrit à l'ambassade d'URSS et qu'il a loué son logement sous un faux nom ; ils se disputent au téléphone à ce sujet.
Le 19 novembre, le Dallas Time Herald publie le trajet que le président Kennedy prendra en traversant la ville. Comme Oswald a pour habitude de lire le journal de la veille qu'il récupère dans la salle de repos du TSBD, on présume qu'il a appris que le président passerait devant les fenêtres du TSBD le 20 ou le 21 novembre.
Le jeudi 21 novembre, Oswald rompt avec sa routine et demande à Buell Frazier de l'amener chez les Paine ce soir-là pour passer la soirée avec sa famille, ce qu'il ne fait en principe que le week-end.
Au cours de la soirée, Oswald tente de convaincre Marina de venir avec lui à Dallas où il trouvera un appartement, ce que certains ont considéré comme une tentative de Lee de ne pas exécuter le plan qui a sans doute germé dans sa tête le jour même. Marina refuse. À son réveil le lendemain, le 22 novembre, Oswald est parti en laissant sur le bureau 170 dollars, et son alliance.

### L'assassinat de Kennedy

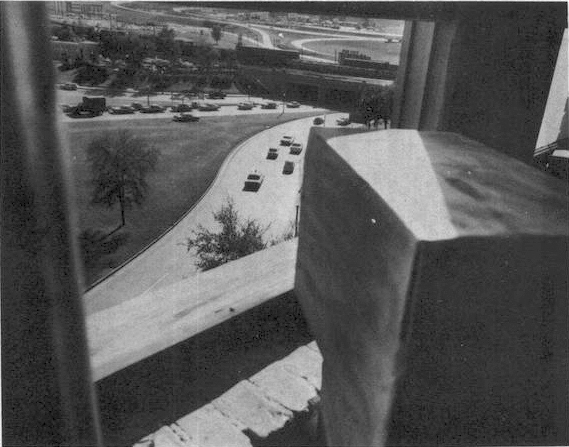
Dealey Plaza et Elm Street vues de la fenêtre du TSBD.

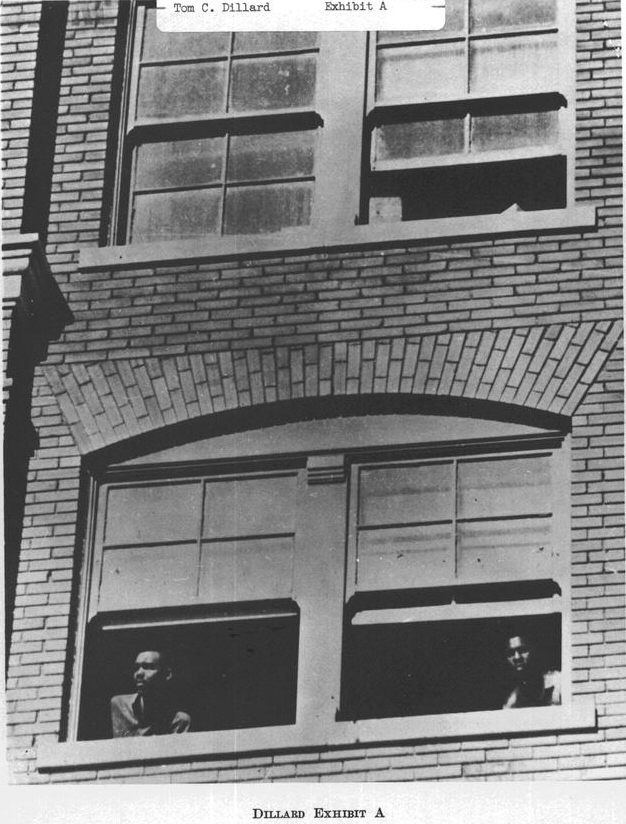
Les employés du TSBD sous la fenêtre du 5e étage, dans les minutes suivant l'assassinat.

Le matin du 22 novembre, Buell Frazier remarque qu'Oswald monte dans sa voiture avec un paquet oblong, qu'Oswald prétend être des tringles à rideaux.
Quand il a été interrogé, Oswald nie avoir dit à Frazier que le sac contenait des tringles à rideaux, et prétendit qu'il contenait son déjeuner.
Jack Dougherty a vu Oswald entrer dans le TSBD. Dougherty a informé la commission Warren qu'il a observé Oswald marcher dans le bâtiment sans rien dans les mains. Aucun des collègues d'Oswald à l'intérieur du TSBD ne s'est rappelé l'avoir vu avec un paquet. À 11 h 40, des travailleurs qui posent un revêtement de sol remarquent Oswald au cinquième étage.
Un collègue d'Oswald nommé Charles Givens, a témoigné devant la Commission qu'il avait vu Oswald pour la dernière fois au cinquième étage du dépôt avec un presse-papiers à la main, et qu'Oswald lui avait demandé de fermer la porte de l'ascenseur et de le lui renvoyer. Il estime que sa rencontre avec Oswald a eu lieu à 11 h 55, 35 minutes avant l'assassinat. Le rapport de la commission a déclaré qu'Oswald n'a pas été revu « qu'après la fusillade ». Cependant, dans un rapport du FBI publié dès le lendemain de l'assassinat, Givens déclare que la rencontre a eu lieu à 11 h 30 au cinquième étage et qu'il a ensuite vu Oswald lire un journal au rez-de-chaussée à 11 h 50. Le patron d'Oswald, William Shelley, a également déclaré avoir vu Oswald au rez-de-chaussée vers 11 h 45 - 11 h 50. Eddie Piper, concierge, a également vu Oswald au rez-de-chaussée à 12 h Un autre collègue, Bonnie Ray Williams a déclaré s'être rendu au cinquième étage du dépôt pour manger son repas à environ 12 h 5 et y être resté au moins jusqu'à 12 h 10 voire 12 h 20. Il a également affirmé que pendant ce temps, il n'a vu ni Oswald, ni qui que soit d'autre au cinquième étage. Oswald a dit qu'il mangeait son repas dans le salon du rez-de-chaussée et avoir vu deux employés de couleur, il a reconnu « Junior » et un autre homme dont il ne pouvait se rappeler le nom. Junior Jarman et Norman Harold ont confirmé à la commission Warren qu'ils avaient traversé le salon aux alentours de midi pendant leur pause déjeuner. Lorsqu'on lui a demandé si quelqu'un s'y trouvait, Norman a témoigné que quelqu'un d'autre était là, mais qu'il ne pouvait se rappeler qui. Carolyn Arnold, secrétaire du vice-président du TSBD, a informé le FBI qu'elle a aperçu un homme qu'elle pensait être Oswald au rez-de-chaussée juste avant l'assassinat.
Pour la commission Warren, Lee Harvey Oswal n'a pu être au 5e étage qu'à partir de 12h20.
À 12 h 29 précises, le président, en voiture décapotable, traverse Dealey Plaza et est la cible de coups de feu mortels. Oswald dit qu'à ce moment-là, il se rendait à la salle à manger au premier étage, où il a été vu quelques instants plus tard,,,.

### La fuite, le meurtre de J. D. Tippit et l'arrestation
90 secondes plus tard, Marion Baker, un policier qui s'est précipité dans le TSBD pour chercher le tireur, aperçoit quelqu'un, alors qu'il atteint le premier étage. Le policier est accompagné de Roy Truly, le patron du TSBD, qui identifie Oswald, qui, d'après la commission Warren, après avoir empilé les cartons, a procédé à trois tirs, vérifié le résultat, caché son fusil puis dévalé quatre étages sans présenter le moindre signe d'essoufflement le tout dans des conditions de stress intense,.
Baker a initialement écrit dans sa déclaration au FBI qu'Oswald était en train de « boire un Coke ». Il a ensuite changé sa version et il n'y a aucune référence au soda dans son témoignage à la commission Warren). Les deux hommes continuent à monter.
À 12 h 33, Oswald quitte alors le TSBD par l'entrée principale qui ne sera fermée par les forces de police qu'au moins dix minutes après l'assassinat à 12h44. C'est uniquement à partir de 14 h que le nom de Lee Harvey Oswald est évoqué comme absent sur la liste des employé(e)s qui en comptait 75, dont 48 à 12 h 30 étaient également absent(e)s, soit en train de déjeuner, soit en train d'attendre sur le parcours du convoi présidentiel.
Entretemps, selon le rapport de la commission Warren, vers 12 h 40, Oswald, après avoir marché un peu, monte dans un bus qui est rapidement bloqué dans la circulation. D'après le témoignage d'une passagère, Mary Bledsoe, auprès de la commission Warren, Lee a prétexté une correspondance et a demandé au chauffeur de le laisser descendre. Puis il marche un peu et hèle un taxi conduit par Willyam Whaley. Il propose à une femme qui se présente de lui céder son tour, ce qu'elle décline. Le chauffeur de taxi ne notera rien de particulier dans son attitude. Il indique l'avoir déposé à plusieurs centaines de mètres de son logement. Néanmoins, devant la commission Warren, l'imprécision de son témoignage où il se trompa à plusieurs reprises sur la description même du suspect et son aspect vestimentaire par exemple, fut telle que la commission Warren ne le considéra pas comme suffisamment fiable,.
La commission Warren ne tint pas compte du témoignage spontané du shérif Roger Dean Craig, qui vit Lee Harvey Oswald prendre place à 12 h 45 à bord d'un véhicule, un break de couleur claire conduit par une personne à la peau foncée qui démarra à vive allure, témoignage corroboré par le shérif de la police de Dallas, Richard Randolph Carr, qui vit le véhicule, et par Marvin Robinson, qui faillit l'emboutir sur Elm Street, lorsqu'une personne inconnue en provenance du Grassy Knoll monta à bord et que la voiture repartit en direction de l'Ouest. Ces témoins ne furent pas entendus par la commission Warren.
Oswald rejoint son appartement à 13 h, heure attestée par sa logeuse Earlene Roberts. Il repart presque aussitôt après s'être muni de son blouson beige et de son revolver. Elle l'aperçoit à l'arrêt de bus à 13 h 5.
Les témoins déclarent alors qu'il a l'air pressé et stressé. On ignore où Oswald se rend. Pour la commission Warren, il avait marché un peu plus d'un kilomètre lorsqu'il est intercepté vers 13 h 15 par J. D. Tippit.
Selon le rapport de la commission Warren, Oswald tue J. D. Tippit alors que celui-ci a quitté sa voiture et s'approche de lui pour contrôler son identité. Oswald quitte les lieux en vidant les douilles de son revolver et en le rechargeant.
Toutefois, la commission Warren elle-même ne recueille pas le témoignage des deux témoins oculaires les plus proches de la scène, Domingo Benavides et Aquila Clemons, tous les deux à moins de quinze mètres de la scène, qui n'ont pas identifié Oswald comme l'assassin de l'agent de police. La commission Warren recueille en revanche le témoignage d'un chauffeur, Jack Tatum, qui se trouvait à cinquante mètres et qui a vu Oswald dans son rétroviseur. Il est à signaler que l'officier J.D Tippit circulait seul, ce qui était contraire aux règles en usage au sein de la police de Dallas où les patrouilles s'effectuaient par deux.
Oswald se fait remarquer quelques rues plus loin, alors qu'il pénètre dans le hall d'entrée d'un magasin pour se cacher des voitures de police qui passent dans la rue. Le gérant du magasin, John Brewer, remarque l'attitude du jeune homme et sort pour voir où il va. Il le voit entrer sans payer dans le cinéma Texas Theatre à quelques pas de là. Il alerte l'ouvreuse du cinéma qui appelle la police pour signaler la présence dans le cinéma d'un individu suspect qui n'a pas payé sa place.
Six voitures de police avec quinze policiers arrivent ainsi qu'un assistant du district attorney pour cette simple infraction. Les policiers envahissent la salle. L'officier de police Macdonald, assisté de John Brewer, repère Oswald et lui ordonne de se lever. Celui ci s'exécute en disant : "Ca y est". Une courte lutte s'ensuit, où, d'après la version de la police de Dallas, Oswald aurait donné un coup de poing et tenté de faire feu, sans que le coup parte, alors qu'un policier le ceinturait.
Il est 13 h 50 lorsque Lee Harvey Oswald est arrêté. Sur le parcours, il demande la raison de son arrestation. Il lui est répondu qu'il est suspecté d'avoir abattu un policier. Il est placé en garde à vue à 14 h au quartier général de la police de Dallas soit 1 h 30 après la fusillade,.

### Garde à vue

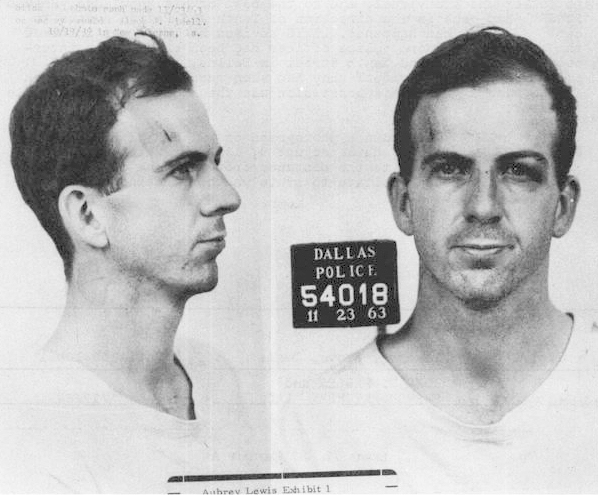
Photographie d'identité judiciaire de Lee Harvey Oswald après son arrestation pour l'attentat contre John Fitzgerald Kennedy en 1963.

Placé en garde à vue au deuxième étage du bâtiment, il est interrogé en présence de 35 agents des différentes autorités locales et agences fédérales dont celle du Secret Service, d'assistants du district attorney, du FBI et de la Poste américaine. Son identité est établie grâce aux documents qu'il porte sur lui et à ses premières déclarations.
Aucun enregistrement ni audio ni sténographique n'est effectué ni aucun procès-verbal dressé, les autorités ayant justifié cet état de fait par leur besoin de découvrir des complices potentiels. Une carte de bibliothèque au nom de David Ferrie, collaborateur proche du détective privé anti communiste, Guy Banister aurait été retrouvée dans ses affaires, raison pour laquelle le FBI et les équipes du district Attorney Jim Garrison seraient partis à la recherche de ce dernier en parallèle. Le directeur du FBI, J. Edgar Hoover est informé de cette enquête (ce qui fut nié par la suite par le FBI).
À 17 h 30, Oswald est également interrogé par le shérif Roger Dean Craig au sujet du véhicule dans lequel celui-ci l'a aperçu à la sortie du TSBD à 12 h 45. Oswald indique qu'il appartient à Ruth Paine et qu'elle ne doit pas être mêlée à cette affaire. C'est au cours de ces heures, que la police de Dallas reçoit de la part des services de renseignement l'information que le Manlicher Carcano, censé être l'arme du crime, a été acheté par Lee Harvey Oswald sous le pseudonyme de Hidell.
Il est accusé du meurtre du policier J. D. Tippit à 19 h 10, puis le lendemain, le 23 novembre 1963, à 1 h 30 de celui du président John Fitzgerald Kennedy par les autorités texanes ce qu'il conteste.
C'est au cours de sa garde à vue que les propositions de défense de l'Américan Civil Liberties Union ou ACLU furent repoussées par les autorités policières déclarant que Lee Harvey Oswald n'avait pas souhaité bénéficier d'une assistance. La proposition de l'avocat Dean Andrew qui indiquait avoir reçu une demande d'assurer la défense de Lee Harvey Oswald de la part d'un dénommé Clay Bertrand fut refusée également.
Or, présenté à la presse à minuit le 22 novembre 1963, Oswald déclara néanmoins : « Eh bien, j'ai été interrogé par le juge [...]. J'ai protesté, cependant à cette occasion, contre le fait, que je ne bénéficiais pas de l'assistance d'un avocat. Je ne sais vraiment pas de quoi il s'agit. Personne ne m'a dit quoi que ce soit, sauf que je suis accusé d'avoir tué un officier de police. Je ne sais rien de plus et je demande que quelqu'un vienne me donner une assistance légale ». Il demande également à sa famille de prévenir l'avocat new-yorkais John Abt. Ruth Paine s'efforça de le joindre sans y parvenir.
C'est à ce moment, emmené contre son gré par les forces de police texanes qu'il lance :"I'm just a patsy" ce qui signifie :"Je suis un pigeon".

### Meurtre

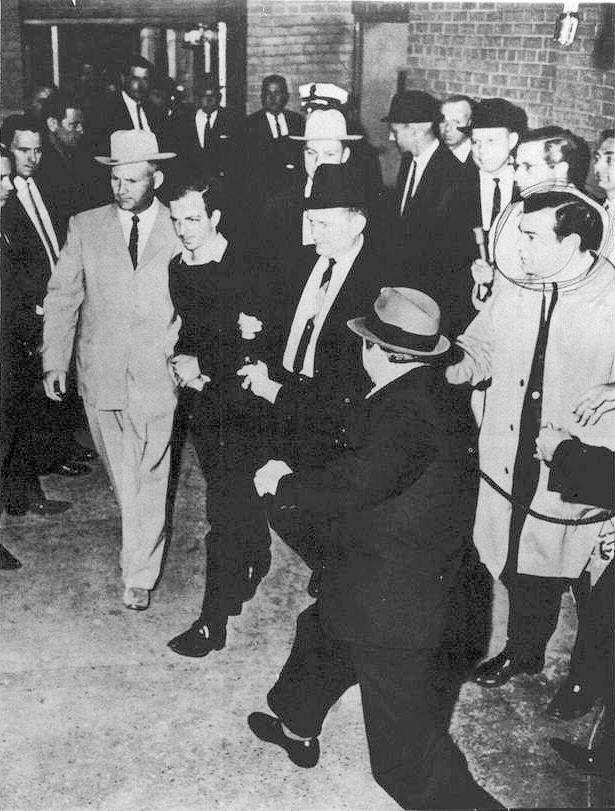
Meurtre d'Oswald.

Le 24 novembre, entre 2 h 30 et 3 h du matin, la police de Dallas et l'antenne locale du FBI reçoivent des appels anonymes indiquant que Lee Harvey Oswald sera assassiné. Le chef de la police de Dallas, Jesse Cury, est informé de ces menaces.
Le même jour, après 36 heures de garde à vue et 12 heures d'interrogatoire sans assistance légale et dont peu de traces ont été conservées, Oswald est abattu par Jack Ruby à 11 h 21 dans les garages du quartier général de la police de Dallas, en direct, devant les journalistes présents venus en masse et sous les yeux de millions de téléspectateurs alors que la police s'apprêtait à transférer Oswald des cellules de la police vers la prison du comté située au coin de Houston et Elm Street à proximité du TSBD.
Gravement blessé à l'abdomen, la balle ayant entrainé la rupture de l'aorte, sectionné la veine cave, transpercé son pancréas pour finir sa course dans son foie, Lee Harvey Oswald s'éteint au Parkland Hospital à 13 h 7, sans avoir repris connaissance, dans le même endroit, où, 48 heures plus tôt, l'équipe médicale avait tenté de sauver le président Kennedy de ses blessures par balles. Au cours de l'intervention médicale menée par le médecin Charles À Crenshaw, le président Lyndon B. Johnson appelle par téléphone en personne les praticiens afin d'obtenir une confession de Lee Harvey Oswald avant son décès.
Dans l'après-midi, moins de 2 heures après la disparition d'Oswald, J. Edgar Hoover, le directeur du FBI, déclarait dans un appel téléphonique au président Lyndon B. Johnson : « La chose qui m'inquiète le plus est que nous ayons quelque chose à publier afin de convaincre le public qu'Oswald est le seul assassin ».
Le soir même, le procureur Wade, chargé de l'affaire, déclare devant les médias que « il est indiscutable que [Oswald] était l'assassin du président Kennedy » considérant l'affaire des pouvoirs publics comme éteinte en raison du meurtre du principal suspect.
Le corps d'Oswald est autopsié, le crâne reçoit une découpe triangulaire à son sommet, le crâne est recousu mais le bout d'os n'est pas remis en place. Il est embaumé.

### Enterrement
Lee Harvey Oswald est enterré le 25 novembre 1963 au cimetière Rose Hill à Fort Worth, sous le pseudonyme de William Bobo en présence de policiers, de journalistes et de membres de sa famille. La cérémonie est effectuée sans service religieux, ses proches ayant eu de la difficulté à trouver un ministre du culte pour la célébration et un cimetière pour accueillir la sépulture de l'assassin présumé du président Kennedy.

### Vie de Marina Oswald après sa disparition
En 1965, Marina épouse Kenneth Porter, un coureur de stock car, et les deux filles de Marina, June et Audrey, prennent finalement le nom de leur nouveau beau-père.

## Enquêtes ultérieures

### Commission Warren
La commission Warren est instituée le 29 novembre 1963, par le président Lyndon B. Johnson sur l'idée du directeur du FBI, J. Edgar Hoover et à la suite de l'incompréhension et la stupéfaction de l'opinion publique générée par l'assassinat par balle de Lee Harvey Oswald dans les locaux même de la Police de Dallas par le criminel Jack Ruby et ce, en direct et devant des millions de téléspectateurs et témoins.
Elle conclut après un an d'enquête dans son rapport remis le 24 septembre 1964 que Lee Harvey Oswald était le seul coupable et avait tué le président et le policier J. D. Tippit. Le rapport est rendu public deux mois plus tard permettant aux chercheurs de se pencher en profondeur sur le travail réalisé au travers des 26 volumes.
Rapidement des critiques du rapport aussi bien sur ses méthodes, ses résultats et son fonctionnement se font jour. Elles sont révélées par les travaux de chercheurs indépendants comme Edward Jay Epstein, Sylvia Meagher, Richard E. Sprague, Richard Popkin, Josiah Thompson, les journalistes comme Leo Sauvage, Thomas Buchanan, l'auteur Tad Szule ou l'avocat Mark Lane.
Elles mettent en lumière les incohérences de la version officielle (le nombre de coup de feu, la réalisation de l'autopsie, le rôle des services de renseignements, la personnalité d'Oswald et de Ruby, l'action des services de sécurité, la préparation des interrogatoires, les témoignages ignorés ou mal retranscrits (...)) par une démarche rationnelle des faits soulignant les contradictions entre les éléments de preuve dont disposait la Commission et les conclusions apportées. De même, il fut relevé dans le volume numéro 18 retranscrivant le film de Zapruder, image par image, une inversion au moment critique du tir à la tête, aux images 314 et 315, faisant croire à un tir de derrière, alors que dans le film l'impact se produisait à l'avant. Interrogé sur ce point essentiel, le directeur du FBI, J. Edgar Hoover reconnut l'erreur et se justifia par une erreur d'impression,,.
Leurs travaux révèlent également le filtrage des informations de la part du FBI dont dépendait la Commission pour ses travaux qui n'employa pas ses propres enquêteurs malgré l'accès aux fonds d'urgence de la Maison Blanche,.
Le FBI effectua la mise en place d'une surveillance de l'ensemble de ces personnes. Une action identique fut également entreprise, et ce qui fut révélé plus tard par la Commission Church, de manière illégale, par la CIA (fondée en 1947 par Harry S. Truman, elle avait l'interdiction formelle d'agir à l'intérieur du territoire des États-Unis).
De même, la décision de sceller pour 75 ans les documents prise par le président de la Commission et également de la Cour Suprême des États-Unis, Earl Warren, sous ordre du nouveau président Lyndon B. Johnson au nom de la Sécurité Nationale contribua à alimenter l'interrogation d'une partie grandissante de la population, Lee Harvey Oswald ayant, d'après l'enquête officielle, agi de manière isolé,.
Dès 1965, soit un an après la publication du rapport, celui ci n'est plus considéré comme crédible et une majorité du public américain estime qu'on lui a menti (80% de la population conteste les conclusions de l'enquête en 1967).
Cette contestation des conclusions officielles va s'amplifier au cours des années 1960 puis 70 au gré des scandales qui vont secouer la démocratie américaine dans ses fondements et des résultats d'enquête de chercheurs et journalistes.

### Commission Church
En 1976, la Commission Church, formée par le Congrès, mena un examen critique des actions illégales des agences fédérales (CIA, FBI notamment) menée par le Sénat américain à la suite du grave scandale du Watergate en 1972 qui ébranla la démocratie américaine dans ses fondements, précédé par le scandale des Pentagon Papers sur la guerre du Vietnam.
Elle conduisit également en parallèle une enquête sur l'assassinat de John F. Kennedy le 22 novembre 1963. Elle conclut que les agences fédérales, le FBI et la CIA, avaient manqué à leurs devoirs et responsabilités et que l'enquête menée sur l'assassinat avait été déficiente,,.
La Commission Church conclut notamment à ce sujet que « le souci de la réputation publique [et] d'éventuels échecs et embarras bureaucratiques [et] l'extrême compartimentation de la connaissance des opérations sensibles... [et] les décisions conscientes [des hauts fonctionnaires de la CIA] de ne pas divulguer des informations potentiellement importantes » a tenu la commission Warren éloignée de ce qu'elle aurait dû savoir.

### HSCA: House Select Committee on Assassinations
En 1979, le House Select Committee on Assassinations (HSCA), commission d'enquête parlementaire, c'est-à-dire nommée par le congrès, à la différence de la commission Warren qui était une commission exécutive c'est-à-dire nommée par le pouvoir exécutif, fut initiée à la suite des travaux et des révélations de la Commission Church sur les agissements illegaux des agences fédérales de renseignement et sous la pression de l'opinion publique alertée par les dysfonctionnements des institutions notamment avec le scandale du Watergate, précédé du scandale des Panama Papers et également par la diffusion pour la première fois au grand public à une heure de grande écoute du film amateur de Zapruder dans l'émission Goodnight America le 6 mars 1975.
Le mouvement du corps du président projeté vers l'arrière et vers la gauche, les épaules penchées vers l'avant reculant alors violemment vers le siège de la limousine entrainées par le recul de la tête lors du troisième tir mortel suivant la trajectoire initial de l'impact et évoquant clairement un tir de face fut alors visible pour le grand public.
Le film original avait été en effet mis au coffre dans les archives de la compagnie privée Time-life, propriétaire du magazine Life qui l'avait racheté en 1963 et qui n'avait publié aucune photo du tir mortel à la tête. Seul un visionnage par la commission Warren en 1964 puis par un jury populaire avait pu être effectué lors du procès de Clay Shaw mené par le district attorney, Jim Garrison, en 1969. Ce dernier en avait obtenu la communication par décision de justice contraignant la firme à fournir une copie. Par la suite des copies pirates circulèrent. Le film fut restitué à son propriétaire en avril 1975 contre un dollar puis transmis aux Archives Nationales puis en 1998 au Musée du 6Th floor à Dallas,.
Reprenant l'ensemble des éléments, le HSCA conduisit une longue enquête, de 1976 à 1979, sur les assassinats du pasteur Martin Luther King et de John Fitzgerald Kennedy. Elle aboutit dans les deux cas à l'existence d'une conspiration au vu des nouvelles informations en sa possession, en reprenant les conclusions de la commission Warren, considérant Lee Harvey Oswald comme le tireur responsable des blessures mais que le décès de John Fitzgerald Kennedy était le résultat d'un complot, avec la présence d'un second tireur. Elle considéra également que la commission Warren n'avait pas enquêté de manière adéquate sur la possibilité d'un complot ayant pour objectif d'assassiner le président.
Le HSCA restitua également le contexte historique, plus spécifiquement sur les opérations anti castristes menée par la CIA sur ordre de la Maison-Blanche à partir de 1960 avec les exilés cubains anti-castristes recrutés et formés par cette dernière en alliance avec le crime organisé pour mettre fin au régime de Fidel Castro. L'avènement du régime de Fidel Castro fut pour la mafia américaine, en avril 1959, et malgré ses tentatives préventives de se concilier les faveurs du nouveau régime, une perte considérable avec la fermeture des casinos, lieux de prostitution et du trafic de drogue à Cuba établi sous le régime du dictateur Batista, protégé par les États-Unis pour la défense des intérêts économiques américains. En 1959, le montant annuel généré par les activités criminelles sur l'île était estimé à 100 millions de dollars soit 900 millions rapporté en 2013,.
Le HSCA détermina qu'un changement progressif de politique était mené par l'administration de John Fitzgerald Kennedy à l'égard de Cuba avant son assassinat au cours de l'année 1963. Ceci avait été mentionné aussi par le journaliste français Jean Daniel, qui venait d'obtenir un entretien de John F. Kennedy, suivi par un entretien et par une invitation à déjeuner de Fidel Castro, au cours duquel le premier ministre cubain apprit l’assassinat de John Fitzgerald Kennedy le 22 novembre 1963. Ce changement intervenait après l'échec de l’invasion de la baie des Cochons en avril 1961 organisée par la CIA, puis la grave crise des missiles d'octobre 1962. Il visait à apaiser les relations avec Cuba et ouvrir de nouvelles perspectives, ce qui avait braqué contre le président des États-Unis les groupes paramilitaires américains constitués de la frange la plus radicale des cubains anti-castristes aux États-Unis, des agents américains du renseignement et des criminels de la mafia américaine dirigée par Sam Giacana, Santos Trafficante et Carlos Marcello, qui continuèrent leurs opérations conjointes pour renverser le régime de Fidel Castro, malgré les demandes d'arrêt formels de la Maison-Blanche,.
Le HSCA se rendit en 1978 à Cuba pour une interview de Fidel Castro, qui nia tout rôle dans l'attentat, insistant sur l'absurdité pour lui de s'en prendre à un dirigeant qui avait engagé de manière secrète une tentative de normalisation diplomatique à la suite de la grave crise des missiles d'octobre 1962.
Le HSCA recommanda la reprise de l'enquête par le département de la justice qui, huit années plus tard en septembre 1988, considérant qu'aucune nouvelle preuve décisive n'avait été apportée, décida de ne pas donner suite à de nouvelles investigations. L'historien Thierry Lentz analyse que les États-Unis étaient alors dirigés par Ronald Reagan de 1981 à 1988, qui désireux de rassembler et de renforcer la puissance du pays, sérieusement affaibli dans les années 1970 face à l'URSS, ne souhaitait pas à nouveau explorer une période historique traumatisante de l'histoire américaine, source de divisions et sujet à controverses après le scandale du Watergate et de la crise morale issue de la guerre du Vietnam.

## Question de la culpabilité d'Oswald dans l'assassinat
La question de la culpabilité d'Oswald dans le meurtre du président Kennedy n'a pas été tranchée judiciairement car sa mort a arrêté toute action.
Le 27 novembre 1963, le président de la République française, le Général Charles de Gaulle, de retour des funérailles de John Fitzgerald Kennedy à Washington, où il a séjourné deux jours, indique à Alain Peyrefitte sa position : « Ça a l'air d'une histoire de cowboys, mais ce n'est qu'une histoire d'OAS. La police est de mèche avec les ultras [...]. Ils se sont saisis de ce communiste qui n'en était pas un, tout en l'étant. C'est un minus habens et un exalté. C'était l'homme qui leur fallait. Un merveilleux accusé [...]. Ils le gardaient en réserve ! [...]. On ne pouvait pas le descendre sans autre forme de procès. Mais un procès, vous vous rendez compte, c'est épouvantable, des gens auraient parlé. On aurait remué des choses ! On aurait tout déballé ! Alors la police est allée chercher cet indicateur qui n'avait rien à lui refuser et qu'elle tenait parfaitement en main, et ce type s'est dévoué pour tuer le faux assassin, sous prétexte qu'il fallait défendre la mémoire de Kennedy ! C'est de la rigolade. Toutes les polices du monde se ressemblent, quand elles font de basses besognes. On ne saura jamais la vérité car elle est trop terrible, trop explosive : c'est un secret d’État. Ils feront tout pour la cacher ; c'est un devoir d’État. Sinon il n'y aurait plus d'États-Unis. »
La commission Warren formée sur décision du pouvoir présidentiel du président Lyndon B. Johnson sur la recommandation de son ami et directeur J. Edgar Hoover, directeur du FBI, en novembre 1963, a conclu à la culpabilité de Lee Harvey Oswald.
A contrario, le rapport de la commission d'enquête parlementaire de 1979, formée sur décision du Congrès américain, le House Select Committee on Assassinations ou HSCA a conclu à la probabilité d'un complot ; sans identifier les conspirateurs ou les coupables, il a considéré qu'Oswald avait agi dans le cadre de ce complot et bénéficié de complicité ; il a exclu du complot la CIA, le FBI, les services secrets américains, le gouvernement cubain et les groupes anti-castristes aux États-Unis, jusqu'à preuve du contraire. Le rapport soutient toutefois que des aspects de l'affaire ont été volontairement occultés parce qu'ils auraient pu être gênants. Le HSCA recommanda de pousser plus avant l'enquête sur l'assassinat du président Kennedy, recommandation restée sans réponse, le département de la Justice américaine estimant qu'aucune nouvelle preuve décisive n'avait été découverte pour une reprise de l'enquête.
Toutefois, concernant l'action des services secrets et de la CIA, notamment vis-à-vis de l'enquête du Sénat américain en 1978, le responsable du HCSA, l'avocat en chef Robert Blakey déclara en 2003 à ce sujet : « Je ne crois plus rien maintenant de ce que l'Agence a dit au comité car je ne peux obtenir une corroboration substantielle de l'extérieur de l'Agence sur sa véracité. »
Dans son enquête d'investigation, le journaliste indépendant William Reymond reprend l'allégation selon laquelle le vice-président Lyndon B. Johnson (selon son homme de main Billie Sol Estes (en)) aurait été l'instigateur de l'assassinat via un vaste complot.
En 1992 à la suite du film JFK d'Oliver Stone, le congrès vote la loi President John F. Kennedy Assassination Records Collection Act dont l'objectif était de procéder à une déclassification accélérée mais sous contrôle des millions de documents encore secrets des différentes administrations fédérales et commissions d'enquête (commission Warren, HSCA) et des services de renseignements (FBI, CIA) liés à cet évènement. L'opération est menée par l'Assassination Records Review Board (ou ARRB) jusqu'en 1998, qui, sans reprendre l'enquête, mène également des interviews de nombreux témoins directs des évènements dont des membres de l'équipe du Parkland Hospital de Dallas qui soignèrent en urgence le président moins de 10 minutes après les tirs, du Bethesda Hospital où fut pratiquée l'autopsie 8 heures plus tard, les agents O'Neil et Silvert du FBI présent également ou encore la CIA,,.

### Les indices qui incriminent Oswald
Les éléments suivants seraient en faveur de la culpabilité d'Oswald dans le meurtre du président Kennedy :
- Oswald était classé comme bon tireur chez les marines (son classement correspond à la capacité de toucher 8 fois sur 10 une cible de 25 centimètres à 182 mètres (200 yards).
- Howard L. Brennan, un témoin sur Dealey Plaza, a reconnu Oswald comme étant l'homme qu'il a vu tirer de la fenêtre du cinquième étage du TSBD (nota : en norme US, le cinquième étage est connu comme le quatrième en France, car le rez-de-chaussée est un étage). Toutefois, le témoignage de L.Brennan est sujet à caution et fut écarté définitivement par la Commission d'enquête Sénatoriale ou HSCA en 1978 comme témoin crédible[7].
- Le Carcano retrouvé au cinquième étage (6e en norme US) du TSBD a été acheté par Oswald par correspondance, en utilisant le même faux nom (Alek Hidell) que pour acheter le revolver qui a tué l'agent Tippit, qu'Oswald portait sur lui au moment de son arrestation, ainsi d'ailleurs qu'une fausse pièce d'identité au nom d'Alek Hidell (il a été déterminé que cette pièce d'identité, un faux assez grossier, avait été fabriquée par Oswald lorsqu'il travaillait chez Jaggars-Chiles-Stovall à Dallas).
- Oswald tenta d'assassiner le 10 avril 1963 à Dallas le général Walker, preuve de son mépris pour la vie humaine.
- Oswald était un menteur patenté : il nia devant la police avoir utilisé le pseudo de Hidell alors que l'écriture de Hidell et la sienne sont identiques, et il nia posséder un fusil alors qu'il s'est fait photographier le 31 mars 1963 par sa femme avec ce même fusil en main (photos authentifiées par le HSCA en 1978, et dont Marina Oswald n'a jamais nié être l'auteur).
- Ces photos ont été prises une semaine avant l'attentat contre Walker (10 avril 1963), et le HSCA en a découvert en 1977 une copie comportant au dos l'inscription « chasseur de fascistes », avec une dédicace authentifiée comme étant de la main de Oswald.
- Les douilles retrouvées au cinquième étage (6e en norme US) du TSBD ont été attribuées au fusil de Oswald (mannlicher Carcano).
- Les balles tirées sur le président ont été liées balistiquement et chimiquement (analyse neutronique) au Carcano, à l'exclusion de tout autre fusil.
- La balle tirée sur le général Walker a été liée par analyse neutronique aux balles tirées avec le Carcano d'Oswald.
- L'empreinte digitale d'Oswald a été trouvée sur le fusil, et sur les deux cartons de livres sur lesquels il s'est appuyé pour viser et tirer sur Kennedy.
- Oswald portait le jour de l'assassinat une chemise de coton bleu, orange et gris ; des fibres de cette chemise ont été trouvées sur le fusil.
- Le Carcano était rangé dans le garage des Paine, les gens chez qui Marina, la femme d'Oswald, logeait, et avait disparu le matin de l'attentat.
- Contrairement à ses habitudes, Oswald avait rejoint son épouse chez les Paine le soir du jeudi 21 novembre et y avait passé la nuit, sans aucun doute pour récupérer son fusil.
- Oswald est parti pour Dallas le 22 novembre en laissant à son épouse, sans la réveiller, toutes ses économies et son alliance, alors qu'il ne lui laissait d'habitude que très peu d'argent.

### Éléments à décharge
La plupart des éléments suivants se trouvent dans le livre de Léo Sauvage, L'Affaire Oswald (1965), dans les ouvrages de l'avocat Mark Lane, de l'écrivain et chercheur britannique Anthony Summers, dans le livre de Jim Garrison, JFK (1988) et sur le site de la fondation Mary Ferrell, historienne américaine qui a agrégé la plus grande base de documents officiels, d'études, photos et documents relatifs à l'assassinat du 22 novembre 1963.
Léo Sauvage, journaliste au Figaro, confronta son enquête personnelle menée aux États-Unis de novembre 1963 à octobre 1964, à une lecture critique du rapport Warren et fut à titre personnel persuadé de l'innocence d'Oswald. Jim Garrison, district attorney de La Nouvelle-Orléans (résidence d'Oswald), a mené une enquête en tant que procureur à la suite des évènements de l'été 1963 et sur la base de la relecture critique du rapport Warren et notamment des liens d'Oswald avec la cellule anti-castriste dirigée par l'anticommuniste Guy Banister chargé des actions illégales de la CIA sur le sol des États-Unis (fondée en 1947, cette dernière avait l'interdiction formelle d'agir dans les frontières du pays, rôle dévolu au FBI dirigé par J. Edgar Hoover),.
Il pense qu'Oswald a été manipulé par les services secrets pour servir de bouc émissaire dans l'attentat visant à empêcher toute politique d'apaisement avec Cuba, et n'est pas le tueur de Kennedy,. On doit aussi préciser que cette version fut dès le mois de décembre 1963, soutenue par sa mère, Marguerite Oswald, qui clama jusqu'à sa mort d'un cancer en janvier 1981 l'innocence de son fils qu'elle estimait relié au monde des services du renseignements et demanda à être enterrée à ses côtés.
- À propos du mobile du crime. Oswald avait tenté d'assassiner le général Walker mais il avait raté sa cible, comme en a témoigné Marina Oswald. Ce général était une personnalité d'extrême droite : il était membre de la John Birch Society et détestait à ce titre John Kennedy. Pour se justifier auprès de sa femme de la tentative d'assassinat, Oswald compara Walker à Hitler. Or il ne compara jamais Kennedy ni à Hitler ni à Walker[92].
- « Au contraire peu de temps avant l'assassinat, Oswald avait exprimé son approbation du rôle actif du président Kennedy dans le domaine des droits civiques. » D'après le témoin, Frank Krystinik, Oswald expliqua « que les États-Unis étaient supérieurs à l'Union soviétique dans le domaine des libertés civiques et lui fit « l'éloge du président Kennedy pour son action à ce sujet[93]. »
- De surcroît, l'implication d'Oswald dans l'attentat contre le général Walker, qui avait dû quitter l'armée après avoir tenu des propos extrêmement critiques envers le président John F Kennedy qu'il accusait de faire le jeu des communistes en pleine Guerre Froide, est techniquement mise en doute. Le seul témoin de la tentative d'assassinat de Walker le 10 avril 1963, un garçon de quatorze ans, Walter Kirk Coleman, indique seulement avoir vu, après les coups de feu, deux hommes prendre fuite dans deux voitures différentes une Ford 1959 ou 1960 et une Chevrolet noire de 1958. Or, Oswald n'avait pas de voiture pour se rendre à la résidence du général Walker distante de 10 kilomètres par rapport à sa résidence. N'ayant pas non plus de permis de conduire, il ne pouvait en louer une. Et la police n'a relevé aucune disparition, ou vol de véhicule automobile ce 10 avril 1963[94],[7],[11]
- Son amie, Ruth Paine, souligna son inaptitude à la conduite : « Je ne lui aurais certainement pas prêté ma voiture… Je lui ai donné trois leçons de conduite en tout : il savait démarrer, et s'arrêter et tourner, mais il n'arrivait pas à se ranger contre le trottoir et je n'avais pas la moindre idée quant à la façon dont il se serait comporté en pleine circulation[95]. »
- L'employée du consulat cubain Mme Duran, qui avait rencontré un inconnu se faisant passer pour Lee Harvey Oswald lors de ses demandes de visas du 26 septembre au 3 octobre 1963, n'a pas été interrogée par la commission Warren. Elle fut arrêtée par la police mexicaine sur ordre de la CIA dès le 23 novembre 1963 et ne fut relâchée qu'a condition d'accepter d'avoir reconnu Lee Harvey Oswald. Par la suite, interrogée par le HSCA en 1978, elle revint sur sa position et maintint ses déclarations initiales que l'individu rencontré n'était pas Lee Harvey Oswald. Son témoignage fut corroboré par celui du consul cubain, Eusebio Azcue présent également lors de la visite de l'inconnu non identifié à ce jour. Le chercheur Mark Lane, spécialiste de l'affaire, analyse que cet évènement démontre l'incapacité de la CIA à prouver la présence de Lee Harvey Oswald au consulat cubain aux dates indiquées alors que des informations confirmant l'inverse furent transmises par la CIA directement aux agents du FBI dans les premières heures de la garde à vue de Lee Harvey Oswald à Dallas après l'assassinat[91],[96],[61],[97].
- La photo de l'inconnu au consulat cubain issue du dispositif de surveillance de la CIA, fut montrée par la commission Warren à la mère de Lee Harvey Oswald qui témoigna ne jamais avoir vu cette personne[54],[58].
- Sur le plan procédural, la commission Warren ignora délibérément, après sa nomination, le point de vue posthume de la défense, à savoir l'innocence de Lee Harvey Oswald, exprimé par la mère de l'accusé, Marguerite Oswald et son avocat Mark Lane qui ne put assister aux séances[98]. Dans sa famille, seule son épouse, Marina Oswald, paraissant convaincue de la culpabilité de son mari, fut entendue[99]. Son témoignage est aujourd'hui fortement sujet à caution, car il fut influencé. En effet, mise au secret immédiatement par le Secret Service et le FBI, et ce, sans base légale, et maîtrisant mal l'anglais et les lois américaines, il lui fut notifié que son maintien sur le sol des États-Unis avec ses enfants par le service de l'immigration serait conditionné par une pleine et entière coopération avec les autorités fédérales[97],[7].
- Au fil du temps, l'opinion première de Marina Oswald sur la culpabilité de son mari se renversa. En 1993, au cours d'un entretien donné à Oprah Winfrey, elle déclara croire désormais qu'il était complètement innocent de l'assassinat[100]. Elle a déclaré en 1993 à Paris Match : « Pendant des années, j'ai cru que Lee était coupable : je ne pouvais imaginer que la justice des États-Unis et son gouvernement puissent me mentir »[7].
- Buell Wesley Frazier (qui a conduit Oswald au travail) et sa sœur Linnie Mae Randle, ont décrit le sac comme étant très court, beaucoup trop court pour s'adapter à la carabine, même dans son état démonté[101].
- Le témoignage de Brennan est en partie discutable, notamment parce qu'il refusa, dans un premier temps, d'identifier formellement Lee Harvey Oswald. Il était le témoin oculaire sur lequel la commission Warren accusait Lee Harvey Oswald d'être le tireur. Il ne l'identifia peut-être que sous influence : après le passage du prévenu à la télévision. Il reconnut de plus qu'il avait une mauvaise vue et qu'il ne portait pas ses lunettes le 22 novembre 1963. Son témoignage fut sévèrement critiqué à la fois par Mark Lane dans son ouvrage Rush to Judgment puis par le journaliste français Léo Sauvage. Enfin, le HSCA l'écarta définitivement comme témoin crédible lors de la nouvelle enquête menée de 1976 à 1979[7].
- D'après des témoins, le policier Marrion L. Baker et l'intendant du Texas Book Depositary Roy Truly, Oswald a été vu environ 90 secondes après l'assassinat, au rez-de-chaussée, c'est-à-dire au premier étage et porteur d'une bouteille de Coca-Cola à la main devant un distributeur. Il avait l'air calme et n'était pas essoufflé alors qu'il venait supposément de déplacer plusieurs dizaines de cartons de livres au cinquième étage, pour constituer le nid du tireur[102], de tirer puis de dissimuler son arme, puis enfin de courir afin de descendre quatre étages plus bas sans croiser aucun employé. De plus, seules trois empreintes furent retrouvées sur les dizaines de cartons qu'il aurait dû manipuler alors que la commission Warren a indiqué qu'il ne portait pas de gants[11],[7].
- Cet alibi est indirectement étayé par le fait qu'au même moment deux personnes, Victoria Adams et Sandra Skill, ont descendu ensemble les escaliers de cet immeuble sans ascenseur sans l'avoir vu[91].
- Les armuriers du FBI ont indiqué qu'il fallait 6 minutes pour remonter le Carcano. La commission Warren a estimé de plus que l'assassin présumé a remonté son fusil au moyen d'une pièce de monnaie. La commission Warren a estimé que Lee Harvey Oswald n'avait pas pu remonter et dissimuler son fusil au cours de la matinée en raison de la très forte fréquentation dans l'immeuble pendant toute la matinée[7].
- Le fusil Manlicher Carcano avec lequel, selon la commission Warren, les tirs auraient été réalisés présentait des traces de corrosion au niveau de la culasse et sa lunette de visée était déréglée[7],[103].
- Les experts du FBI, appelés à reproduire les tirs de Lee Harvey Oswald, furent dans l'incapacité d'égaler sa performance, sachant qu'ils tiraient sur une cible fixe, et ce sans décompte de temps avant le premier tir[7].
- Les tests de résistance effectués sur une balle équivalente à la pièce à conviction la CE399, dite balle magique, furent réalisés par le FBI sur des cadavres de chèvres et d'êtres humains : les projectiles ressortirent tous écrasés à la différence de la balle magique et ayant perdu de nombreuses parties de leur enveloppe[7].
- Concernant les témoignages recueillis lors du parcours de Lee Harvey Oswald du TSBD à son appartement, de 12 h 33 à 13 h le 22 novembre 1963 pris en compte par la commission Warren, il a été révélé que celui de Mary Bledow avait été préparé avec les agents du Secret Service. De même, le chauffeur du taxi, William Whaley fut dans l'incapacité d'identifier clairement Lee Harvey Oswald qu'il confondit avec un autre prévenu du nom de David Knapp. En outre, il reconnut que sa déposition avait été signée avant que le suspect ne lui soit présenté pour identification formelle[7].
- Lee Harvey Oswald fut identifié à 12 h 45 par le shérif adjoint Craig qui l'observa monter dans un break Rambler conduit par un conducteur à la peau foncée qui démarra immédiatement, témoignage qui fut corroboré par celui de Marvin C. Robinson, qui conduisait son véhicule sur Elm Street. Le 22 novembre 1963, présent au siège de la police de Dallas, il interrogea Lee Harvey Oswald à ce sujet pendant sa garde à vue. Ce dernier lui répondit que le break appartenait à Mme Paine et qu'il ne fallait pas la mêler à cela. La commission Warren ne tint pas compte du témoignage de l'officier de police et considéra qu'elle avait identifié que Lee Harvey Oswald était ailleurs à ce moment[7],[91].
- Randolph Craig faisait également partie de l'équipe de policiers qui fouilla le cinquième étage du TSBD et maintint qu'il avait identifié la première arme retrouvée comme étant un fusil allemand de marque Mauser de très haute précision. Considérant que son témoignage avait été modifié, et devenu opposant à la version de la commission Warren, il dut quitter la police[7]. La découverte d'un fusil Mauser allemand 7,65 mm, fut effectuée par le policier Weiztman au 5e étage du bâtiment, ce qui fut confirmé dans les premières heures par le capitaine Fritz et le procureur Wade[7],[91].
- Le procureur Jim Garrison indique qu'Oswald a fait l'objet après son arrestation d'un test au nitrate établissant qu'il n'avait tiré aucun coup de feu récemment, mais que le résultat de ce test n'a été révélé que 10 mois plus tard dans le rapport Warren[104].
- La commission Warren a étayé la culpabilité de Lee Harvey Oswald par la théorie dite de la balle magique créée par le conseiller Arlen Specter ou une seule balle aurait provoqué les 7 blessures notamment au dos et à la gorge du président puis traversé le torse du gouverneur Connally touchant une vertèbre, perforant un poumon vrillant une côte, puis touchant son poignet pour se ficher dans sa cuisse, et qu'il était inutile de déterminer exactement quelle balle avait touché le gouverneur. Néanmoins, lors de l'examen du film Zapruder, il est à noter qu'un écart de deux secondes s'écoule entre le moment ou le président John Fitzgerald Kennedy porte les mains à sa gorge et le moment ou le gouverneur Connally lâche son chapeau à la suite du sectionnement du nerf nécessaire à la préhension de sa main et s'effondre sur son épouse Nelly touché au poumon. La vitesse d'impact de la balle a été estimée à 500 à 600 m / seconde, les deux hommes auraient du être physiquement touchés en même temps. De plus, ce dernier affirma toujours jusqu'à sa mort en 1993 : « Je sais absolument qu'une balle a causé la blessure du président et qu'un tir séparé m'a touché. Je ne changerai jamais d'opinion »[7]. De plus, les rapports initiaux du FBI et du Secret Service faisaient état de deux balles différentes et que le président avait été touché dans le bas du dos par le premier tir[103].
- La commission Warren, qui avait élaborée le scénario basé sur trois tirs distincts, un dans le dos du président, un sur le gouverneur et un à la tête du président, fut contrainte de modifier cette version initiale lors du témoignage rendu public de James Tague qui avait été ignoré dans un premier temps. Ce spectateur avait été en effet touché à la joue le 22 novembre 1963 par un éclat de béton du à l'impact d'une autre balle sur le ciment du trottoir alors qu'il se tenait près du pont ferroviaire du Triple Under Pass sur Elm Street lors de l'approche de la limousine présidentielle. Se basant toujours sur l'hypothèse de trois tirs de Lee Harvey Oswald, la commission Warren élabora la théorie de la balle magique afin d'expliquer les 7 blessures constatées sur le gouverneur et le président au moyen d'une seule balle[103],[90],[11],[7].
- La balle dite « magique » pièce à conviction CE 399, fut retrouvée d'après la commission Warren par Darrell Tomlinson, mécanicien au Parkland Memorial Hospital, intacte après avoir roulé sur le brancard ayant apparemment servi à transporter le gouverneur Connally de la limousine présidentielle à la salle d'urgence dite Trauma Room no 2 puis à la salle d'opération, et ce malgré les doutes de Darrell Tomlinson. D'après la version officielle de la commission Warren, la balle magique aurait glissé de manière intacte de la cuisse du gouverneur Connally. Or, opéré par les chirurgiens à la suite de la perforation de son poumon gauche, ces derniers indiquèrent qu'il était désormais hors de danger et qu'une balle restait toujours à extraire de sa cuisse[91],[7].
- Les interrogatoires de Lee Harvey Oswald par la police le 23 novembre 1963 n'ont pas été consignés et le prévenu n'a pas été assisté par un avocat malgré ses demandes apparentes. Il est donc impossible de se prononcer sur la réalité ou la nature de ses propos[78], dont la commission Warren affirme pourtant qu'ils sont mensongers imputant des propos à Lee Harvey Oswald uniquement sur la base de la mémoire des interrogateurs et ce, sans procès verbal ni enregistrement des déclarations du prévenu, éléments de base du fonctionnement d'un État de droit, sachant que la commission était dirigé par Earl Warren, président de la Cour Suprème de Justice des États-Unis, institution chargée de veiller au respect des droits du citoyen américain[7].
- Pour Robert Sam Anson, auteur de Ils ont tué Kennedy, l'impossible démonstration de la culpabilité d'Oswald repose sur une erreur méthodologique de la commission Warren : elle ne s'est pas intéressée, comme dans toute enquête criminelle de droit commun, aux ennemis déclarés de la victime, détenteurs à ce titre d'un mobile, à leurs aptitudes à commettre le meurtre, à leur éventuelle absence d'alibi, ou à leur capacité à en trouver par l'engagement d'un tueur. Elle s'est acharnée au contraire sur le premier suspect venu qui ne répondait à aucun de ces critères de base essentiels à une investigation fructueuse et évitant tout approche contradictoire des éléments disponibles et des faits, démarche indispensable à une approche rationnelle des faits, portées à la connaissance de la commission Warren[105],[7].
- Lors de l'enquête de 1976 à 1979, le HSCA demanda à consulter le dossier de Lee Harvey Oswald aux Services secrets de la Marine, l'Office of National Intelligence ou ONI : il dut en constater la destruction effectuée officiellement par routine en 1973. La CIA n'a pas communiqué non plus le dossier sur Oswald, gardant ce dernier secret pendant plus de 15 ans de 1963 à 1978, et n'en communiquant qu'une version quasiment vide au comité - alors qu'il aurait du contenir plus d'une trentaine de documents[7].
- Le HSCA a également mis en lumière une information révélée en 1975 indiquant que l'agent James Hosty avait détruit - quelques heures seulement après le décès d'Oswald, le 24 novembre 1963 - une note que ce dernier avait déposée à l'antenne de Dallas du FBI plusieurs jours auparavant. James Hosty a toujours affirmé que cette destruction avait été demandée par Gordon Shanklin (chef du bureau de Dallas), qui nia par la suite avoir donné cette instruction. Le House Select Committee on Assassinations examina les circonstances de l'incident et remit en cause la crédibilité de Shanklin[7],[91].
- Les enregistrements audios réalisés par la CIA des conversations téléphoniques au consulat cubain et auprès de l'ambassade soviétique par un inconnu se faisant passer pour Lee Harvey Oswald, transmis à la police de Dallas quelques heures après l'attentat par l'antenne de la CIA à Mexico, ne furent pas par la suite transmis à la commission Warren alors qu'ils étaient des éléments fondamentaux de l'accusation. Ils furent détruits en 1976 par la CIA « par routine » avant le démarrage des travaux du HSCA. Ce fait fut reconnu par l'agent de la CIA, David Atlee Phillips[7],[91].
- Lors de la reconstitution des tirs menée par le HSCA, le tireur indiqua que la vue était tellement obstruée par le chêne en contrebas dans son champ de vision qu'il ne pouvait pas correctement ajuster son tir pour atteindre les passagers[7].
- Le HSCA a également analysé que l'introduction de Jack Ruby dans les locaux de la police avait nécessité une assistance extérieure et que le meurtre de Lee Harvey Oswald n'était pas le fruit du hasard[7],[106].
- Le HSCA a également estimé que de nombreuses apparitions de Lee Harvey Oswald ou supposée comme tel à plusieurs endroits et moments différents avant le 22 novembre 1963, et qui avaient été ignorés par l'enquête initiale de la commission Warren de 1963, ont également eu pour objectif de compromettre l'ancien marine. Parmi les événements collectés par le HSCA, on peut noter les suivants : l'achat et l'essai d'une voiture (alors qu'Oswald n'avait pas de permis); le montage et le réglage d'une lunette sur un fusil chez un armurier à Irving (sachant que la lunette du fusil Machiner Carcano retrouvé et arme présumée du crime était déréglée); l'usage d'une arme dans un stand de tir où le supposé Oswald tira sur plusieurs cibles du stand appartenant à d'autres tireurs et en s'excusant, ayant cru tirer sur J. F. Kennedy[7].
- Un rapport secret publié en 2013 de la CIA, indique que le courrier de Lee Harvey Oswald au cours de son séjours en URSS avait été ouvert et contrôlé dans le cadre de l'opération globale (et illégale) d'ouverture du courrier  HTLINGUAL et que la direction de la CIA n'a pas communiqué les informations relatives aux opérations paramilitaires menées avec la mafia destinées à renverser Fidel Castro à Cuba[11],[85],[107],[108],[109].

## Théories controversées

### Thèse des deux Oswald

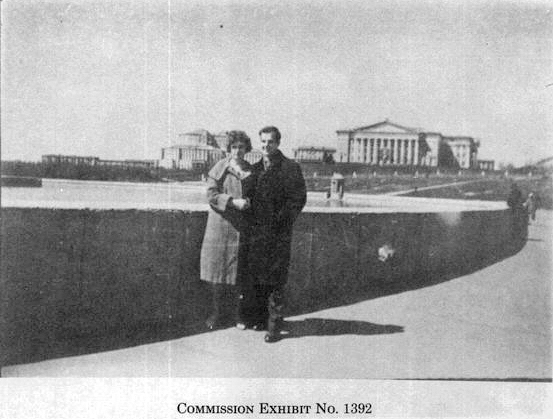
Lee Harvey Oswald et Marina Nikolayevna Prusakova à Minsk. Une des photos présentées par Michael Eddowes, à l'appui de sa thèse controversée des deux Oswald.

Parmi les hypothèses conspirationnistes les plus débattues, figure la thèse des deux Lee Harvey Oswald : un vrai et un faux qui se serait fait passer pour le premier afin d'agir inaperçu. Elle est soutenue aussi bien par les partisans de la thèse du complot de droite ou d'extrême droite, que par les avocats du complot soviétique. Concernant le premier cas, elle apparaît dès 1967 dans un documentaire présenté par Mark Lane L'Amérique fait appel, puis dans la fiction de David Miller qui s'en inspira dans Complot à Dallas. Il s'agissait de faire croire que Lee Harvey Oswald était un agent communiste. Ce serait un faux Lee Harvey Oswald qui se serait rendu au Mexique pour demander un passeport cubain. D'après l'employé de l'ambassade, il avait environ 35 ans et n'avait pas la même voix que celui qui apparut à la télévision. Une autre employée qui le reçut à domicile à Dallas fit les mêmes remarques. En 1976, sans trancher dans l'absolu, le journaliste Robert Sam Anson penche pour cette hypothèse.
Michael Eddowes (en) soutient que le faux Oswald fut un agent du KGB. Il en est de même en 1985 de W. R. Morris et Robert Bradley Cutler, et de William Reymond en 1998, suivent la thèse d'Eddowes. 
John Armstrong quant à lui y voit une implication de la CIA : dans son livre Harvey and Lee il émet l'hypothèse d'un programme secret américain de formation de futurs agents secrets choisissant des paires d'adolescents de même aspect élevés séparément, il y aurait donc eu un Lee Oswald et un Harvey Oswald à l'origine, ce qui aurait ainsi expliqué la différence de taille et de visage sur les photographies. L'éventualité de l'appartenance d'Oswald à la CIA est évoquée par un document caviardé révélé en 2017 lors de l'ouverture des archives.
Eddowes, puis Anson, Cutler et Morris affirment qu'Oswald fut remplacé lors de son séjour en Russie par un agent russe lui ressemblant, qui prit sa place lors du retour aux États-Unis, les auteurs s'appuyant sur l'examen et la comparaison de photos d'Oswald avant, pendant et après son séjour en Russie. L'une des photos à l'appui de cette thèse prise à Minsk représente le couple, qui selon les promoteurs de la thèse, montre des tailles similaires entre Lee Harvey et Marina Oswald, alors qu'Oswald mesure 1,80 m contre 1,62 m pour Marina, soit une tête de différence ou sur des différences dans les mesures de la taille d'Oswald lors de son incorporation dans les marines, et à son autopsie, variant de 1,74 m à 1,80 m. En 1981, le corps d'Oswald est exhumé sur l'insistance de Michael Eddowes auprès de Marina Oswald, pour confirmer son hypothèse selon laquelle le corps enterré sous la pierre « Oswald » au cimetière Rose Hill n'était pas celui du vrai Oswald. Après autopsie légale, Linda Norton, le médecin-légiste du comté de Tarrant (Texas) a confirmé que l'identité du cadavre reposant à Rose Hill était celui de Lee Harvey Oswald d'après le dossier qu'on lui a remis.
Marina Oswald raconte que, dans les mois précédents un homme se faisant passer pour Oswald était apparu dans plusieurs lieux publics dans la région de Dallas. « J'ai appris par la suite que quelqu'un disant s'appeler Lee Harvey Oswald circulait dans la région en voiture et prenait des consommations dans un bar. Or, je peux vous l'assurer, Lee ne savait pas conduire et ne buvait pas. ».

## De nos jours
Le 20 janvier 2019, une demande formulée par 60 personnalités afin de rouvrir officiellement les enquêtes sur les assassinats de Malcolm X, Robert Kennedy, Martin Luther King et John Fitzgerald Kennedy a été effectuée par le Comité de vérité et de réconciliation dont font partie Robert Blakey, le conseiller en chef du HSCA, les enfants de Robert Kennedy, le cinéaste et réalisateur Oliver Stone, Daniel Ellsberg (le lanceur d'alerte sur les Pentagon Papers en 1971), ou encore le docteur Robert McClelland, l'un des chirurgiens du Parkland Memorial Hospital à Dallas intervenu sur JFK le 22 novembre 1963.

## Postérité
Certains membres terroristes du Weather Underground, collectif américain de la gauche radicale, ont déclaré à la fin des années 1960 qu'Oswald fut un de leurs modèles.
Lee Harvey Oswald, au moment de son arrestation, louait une chambre dans une maison au 1026 North Beckley Avenue de Dallas appartenant à Gladys Johnson. En 2013, Patricia Hall, la petite-fille de Gladys Johnson et propriétaire de la maison, fait toujours visiter sa chambre intacte et souhaite trouver un acheteur qui va conserver cette pièce ou transformer la maison en musée.

## Dans les arts et la culture

### Filmographie

#### Cinéma
- 1979 : I… comme Icare d'Henri Verneuil, joué par Didier Sauvegrain.
- 1991 : JFK Oliver Stone, joué par Gary Oldman.
- 2010 : Salt, Lee Harvey Oswald est censé avoir été remplacé lors de son voyage en URSS par un agent soviétique dans le but d'assassiner Kennedy.

#### Télévision

##### Téléfilms
- 1977 : The Trial of Lee Harvey Oswald (en), joué par John Pleshette. Le téléfilm met en scène une uchronie imaginant qu'Oswald est jugé pour le double-meurtre.
- 1990 : Au-delà du temps (en) (Running Against Time) joué par James DiStefano.
- 2013 : Killing Kennedy, joué par Jack Noseworthy.

##### Séries
- Dans la saison 5 de la série télévisée Code Quantum, le héros Sam Beckett se transmute dans le corps de Lee Harvey Oswald dans un double épisode s'étendant du 5 octobre 1957 au 22 novembre 1963, jour de l'assassinat de John Fitzgerald Kennedy.
- Dans Le Jour de la raclée, 20e épisode de la saison 4 des Simpson, un épisode d'Itchy et Scratchy parodie le meurtre d'Oswald.
- Dans l'épisode L'Homme à la cigarette de la série X-Files : Aux frontières du réel, il est incarné par Morgan Weisser. Il est victime d'un coup monté pour le faire accuser du meurtre de JFK.
- Dans 22.11.63, un professeur voyage dans le temps et tente d'empêcher Lee Harvey Oswald de tuer Kennedy. Oswald y est incarné par Daniel Webber.

### Littérature

#### Bande dessinée
- Dans L'Histoire secrète paru chez Delcourt, au tome 18 : La fin de Camelot, Harvey n'est pas le vrai assassin de Kennedy.

#### Romans
- Son personnage a inspiré de nombreux romanciers, comme Norman Mailer dans Oswald's Tale : An American Mystery en 1995 ou Don DeLillo dans Libra en 1998.
- Dans 22/11/63 (2011) de Stephen King, un professeur voyage dans le temps et tente d'empêcher Lee Harvey Oswald de tuer Kennedy.
- Dans Les Détectives sauvages de Roberto Bolaño, la revue fondée par les Détectives sauvages s'appelle Lee Harvey Oswald, à la suite d'une erreur commise par les personnages lors du choix du nom de la revue.

#### Manga
- Dans le manga Billy Bat de Naoki Urasawa, Lee Harvey Oswald occupe une place importante dans l'intrigue. Il est contacté par Billy Bat qui lui propose de devenir le héros de son pays.